# Wommelshausen
Wommelshausen (mundartlich Wommelshause) ist ein Dorf im Südwesten des Hessischen Hinterlandes und als solches ein Ortsteil der Gemeinde Bad Endbach im mittelhessischen Landkreis Marburg-Biedenkopf. Zu Wommelshausen gehört der Ortsteil Hütte (mundartlich Wommelshäuser Hedde).
Seit dem 20. Dezember 1962 ist Wommelshausen mit dem Prädikat staatlich anerkannter Erholungsort ausgezeichnet. Wommelshausen nahm 5-mal am Landeswettbewerb „Unser Dorf soll schöner werden“ teil und erzielte 1990 den 2. Platz im Landesentscheid.

## Geografische Lage
Wommelshausen liegt (Ortskern 350 m ü. NN) in einem linken Seitental am Oberlauf der Salzböde, ca. 1 km nördlich von Endbach, in Nestlage in einem nur nach Süd-Ost offenen Talkessel der Südabdachung der Bottenhorner Hochflächen zum oberen Salzbödetal. Seine Ortslage im Gladenbacher Bergland, einem östlichen Ausläufer des Westerwaldes, der sich hier mit dem Südausläufer des Rothaargebirges überschneidet, schützt es gegen kalte Nord- und Ostwinde.
Der Ort liegt im südwestlichen Hessischen Hinterland, in einer wechselhaften Mittelgebirgslandschaft zwischen den Städten Marburg (östlich), Dillenburg (westlich) und nördlich von Wetzlar.

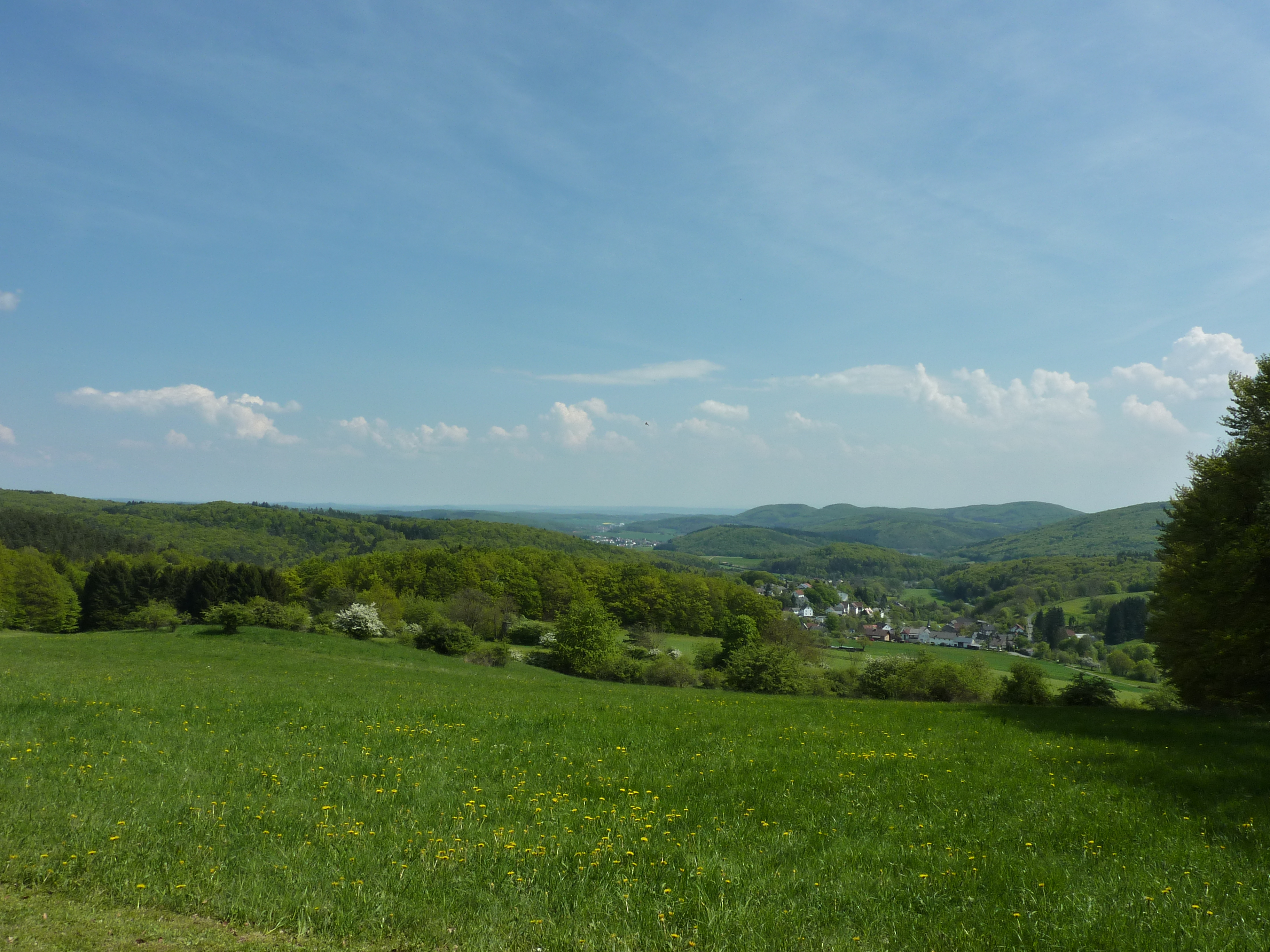
Blick von Nordwesten über Wommelshausen ins mittlere Salzbödetal

Durch den Ort verläuft die Landesstraße 3049, die im Ortsteil Hütte von der L 3050 abzweigt. Hütte liegt ca. 1,5 km südöstlich des Hauptortes an der Salzböde.
Von 1902 bis 2001 war der Ort über die Aar-Salzböde-Bahn erschlossen.

## Geschichte

### Vorgeschichte, Trapezbeil und Doppelaxt
In der Gemarkung Wommelshausen wurden auf einem Acker auf der Äwwelt (Flurname) ein etwa neun Zentimeter langes Trapezbeil aus dem Neolithikum gefunden.
Steinerne Doppelaxt aus dem Jungneolithikum (Amazonenaxt)
Als Besonderheit gilt der Fund einer im Schaftloch alt zerbrochenen steinernen halben Doppelaxt aus Diorit, einer Amazonenaxt, einem Statussymbol mit kultischer Bedeutung, die bei Ausschachtungsarbeiten 1973 im Gewenn (Flurname) entdeckt wurde. Diese Doppelaxt aus dem frühen dritten Jahrtausend v. Chr. (Jungneolithikum, Trichterbecherkultur, Megalithgräber, Hünengräber) ist der südlichste Fund einer mit Rillen verzierten Steinaxt und das einzige Exemplar in Hessen.
Nahezu ähnliche, aber unzerbrochene doppelschneidige Äxte – wohl auch Statussymbole – fand man als Beigabe in einem Einzelgrab in Wertle/Emmeln im Landkreis Emsland und zwei weitere bei Buxtehude im Landkreis Stade und bei Lembruch im Landkreis Diepholz.

### Mittelalter
Zwischen 500 und 600 n. Chr. wurde Mittelhessen in den fränkischen Staatsverband eingegliedert. Die „‑hausen‑Orte“ in diesem Raum entstanden danach im Zuge der fränkischen Staatskolonisation, in der Zeit vom 6. bis ins 8. Jahrhundert n. Chr. Die frühmittelalterliche Siedlungsform bestand aus verstreut liegenden Einzelgehöften und Siedlungen in Weilerform am Oberlauf kleiner Bäche bzw. in der Nähe von Quellen. Höfe fränkischer Grundherren und Einzelhöfe freier Bauern legte man nach und nach aus strategischen Gründen zusammen zu Hofgruppen, bachabwärts an windgeschützte Stellen, auch der besseren Wasserversorgung wegen.

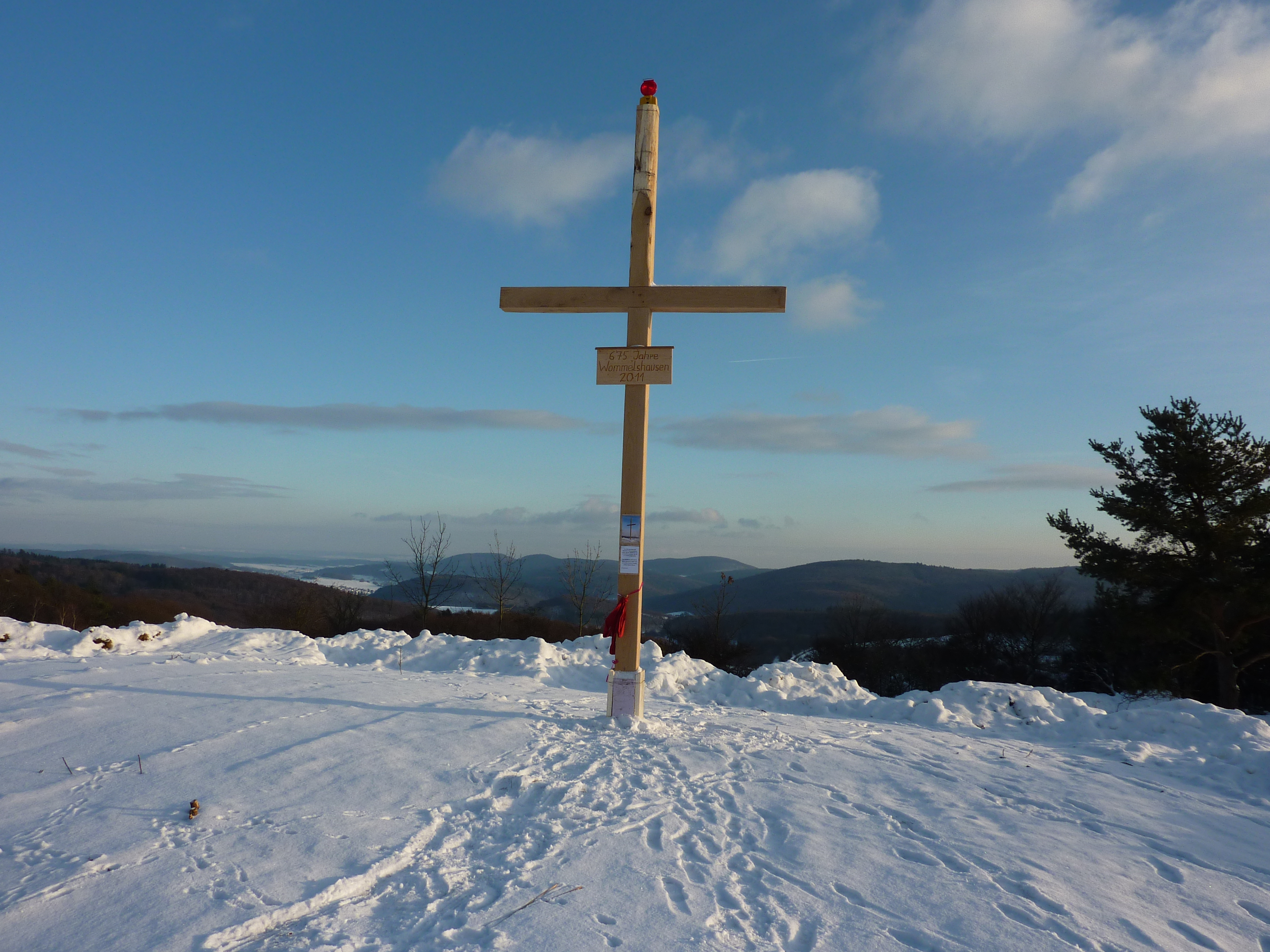
Blick vom Kreuz „Am Stein“ (eingeweiht am 31. Dezember 2010) über Wommelshausen ins Salzbödetal

Doppelort: Ober- und Nieder-Wommelshausen
Erstmals urkundlich erwähnt wird Wommelshausen am 10. August 1336 (villa Womoldisdhusin superior et inferior), als Doppelort Ober- und Nieder-Wommelshausen. Bereits 1268 wurden jedoch Umbauten an der Marien-Kapelle (Alte Kirche Wommelshausen) vorgenommen (dendrochronologisch belegt) und somit bestand der Ort bereits zu dieser Zeit. In erhaltenen Urkunden späterer Zeit wurde der Ort dann unter den folgenden Ortsnamen erwähnt (in Klammern jeweils das Jahr der Erwähnung): Womulshusen (1340), Wommeldishoffen (ungenaue Datierung), Waneboltshusen (1400), Wamelzshusen (1435), Wommelzhusen (1460), Womelshusen (1500), Wumolzhusen (1536), Womeltzhausen (1570), Wolmershausen (1577), Wommeltzhausen (1586) und Womelshausen (1707).
Der Ortsname ist abgeleitet vom fränkischen Vornamen Womhold oder Wombold, dem Besitzer des ersten, ehemals dominanten Hofes.
Nieder-Wommelshausen wüst infolge klimatischer Einwirkungen
Das Dorf Nieder-Wommelshausen fiel bereits Mitte des 14. Jahrhunderts wüst, vermutlich zerstört und aufgegeben infolge klimatischer Veränderungen/Einwirkungen, u. a. durch ein extremes Starkregenereignis (Magdalenenhochwasser 1342) und kriegerischer Auseinandersetzungen wie die Dernbacher Fehde. Das Dorf wird nach 1350 nicht mehr schriftlich erwähnt. Ober-Wommelshausen mit der Marien-Kapelle, nördlich im Talkessel liegend, blieb bestehen. Der ehemalige Standort von Nieder-Wommelshausen, südlich an der Einmündung des Dorfbachs (Wommelshäuser Bach) in die Dernbach, ca. 250 m westlich der Neuen Siedlung, ist bekannt und belegt durch Flurnamen (z. B. „im Höfchen“) und Bodenfunde (Keramik).
Ein einzelner, nordöstlich am Rand/Ende des ehemaligen Standortes gelegener Hof (Flurname „Menn Hoob“, entstanden aus „am End“ > Amend, verkürzt zu > Menn) hat vermutlich dort noch über längere Zeit existiert.

#### BurgNeu Dernbachauf ehemaliger Wommelshäuser Gemarkung
Mit dem Bau der Burg Neu-Dernbach wurde ab 1350 auch neue die Gemarkung Dernbach gebildet, die man aus der Gemarkung von Wommelshausen herausschnitt. Als Entschädigung erhielt Wommelshausen vom hessischen Landgrafen im Süden ein Teilgebiet der um 1340 aufgegebenen Ortschaft Seibertshausen, und zwar meist Wald am Hang (daher Flurname „Hessen“ oder genannt die Hessen) mit zugehörigen Wiesen im Salzbödetal.
 22 landgräfliche Lehnhöfe 
Wommelshausen war ab 1336, nach dem Ende der Dernbacher Fehde, ein landgräflich-hessisches Dorf und unterstand keinem weiteren Ortsherren. Den größten Grundbesitz als hessische Lehensinhaber hatten hier die „Herren von und zu Dernbach“ (Dernbach (Adelsgeschlecht)) auf „Burg Neu-Dernbach“, deren Lehen bis 1707 von den Landgrafen erneuert wurde. Ihr Lehensbesitz wurde z. B. 1577 von elf Beständern (Bauern), der Besitz der „Rode von Dernbach“ (Sitz in Marburg, wurden nur „Rode“ genannt) von drei bewirtschaftet. Der Deutsche Ritterorden in Marburg besaß vier Güter als Lehen, die „Herren von Schwalbach“ und der Gladenbacher Amtmann „Daniel Lynker“ (auf Hülshof) hatten je zwei Lehnhöfe am Ort.

### Die „Hüttner-Hütte“

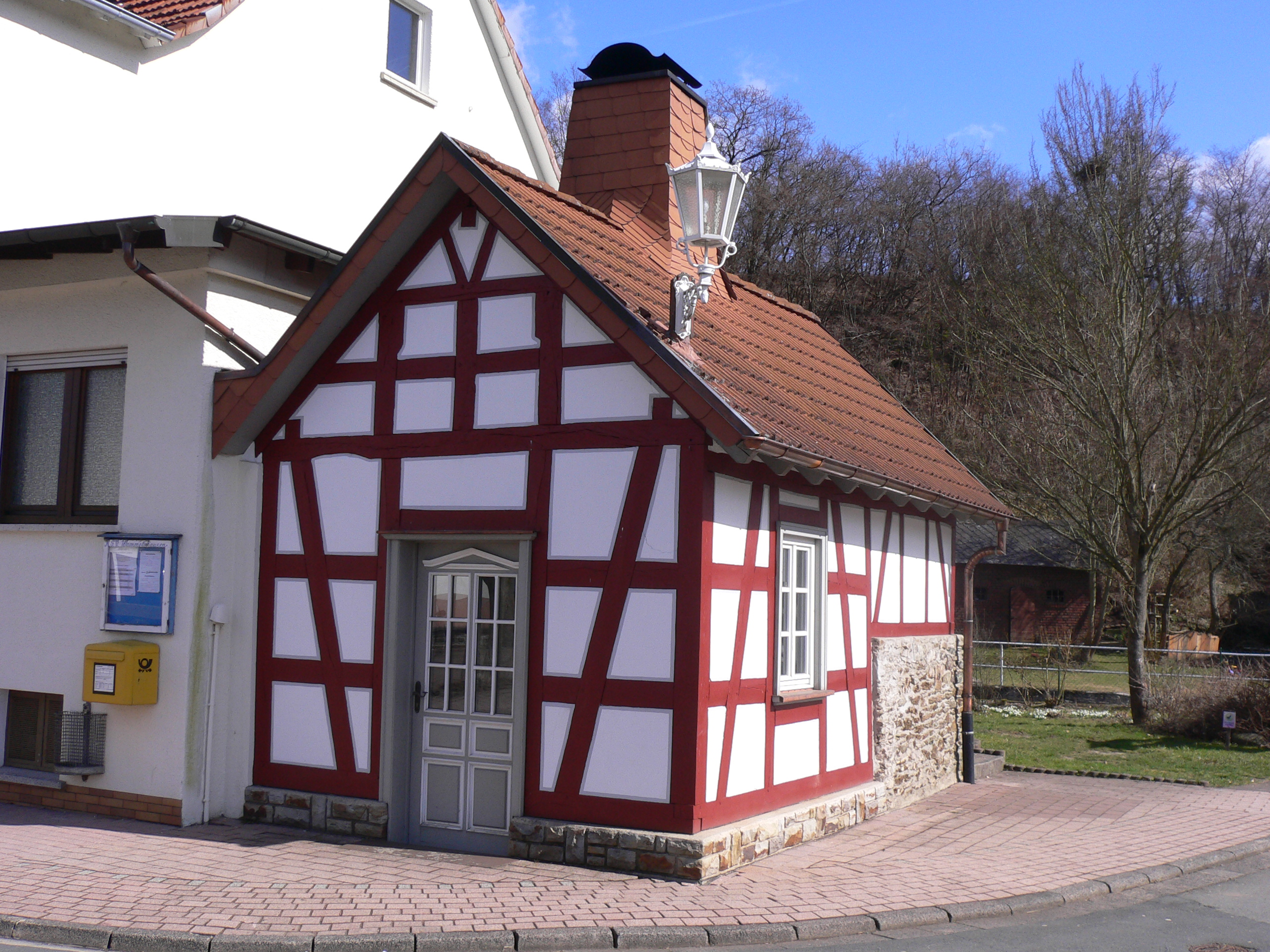
Das Backhaus im Ortsteil Hütte wird sporadisch genutzt

Im ca. 1,5 km südöstlich des Hauptorts liegenden Ortsteil Hütte wurde 1496 eine Waldschmiede genannt. Dort gab es ein spätmittelalterliches Hüttenwerk, die „Hüttner-Hütte“. Der ehemalige Standort ist identisch mit dem Gelände der „Hüttner-Mühle“, an der Einmündung der „Dernbach“ in die Salzböde und wurde durch Schlackenfunde belegt. Das Hüttenwerk bestand etwa ab Mitte des 15. bis Ende des 16. oder Anfang des 17. Jahrhunderts (siehe hierzu auch Lahn-Dill-Gebiet).

Roggenbrot im Backhaus Wommelshausen-Hütte, nach dem Bestreichen mit Wasser, kurz vor dem Ende des Backvorganges

Man nimmt an, dass das Hüttenwerk aufgegeben wurde, weil der Preis für Stabeisen zu dieser Zeit rapide fiel und außerdem die Holzkohle vor Ort durch Übernutzung der Waldungen knapp wurde. Um eine Tonne Eisen zu erzeugen, benötigte man vier Tonnen Holzkohle, für die ca. die 8-fache Menge an Holz verkohlt werden musste, rund 30 Tonnen. Etwa 8000 m² gut bestückter Niederwald (Stock-Ausschlagswald) waren dafür abzuholzen. Die Landesherrschaft sah sich daher gezwungen, kleinere Eisenschmelzen zu schließen und die Produktion an wenigen Stellen zu konzentrieren, in der Nähe großer Wälder. Das Erz wurde zum Holz gebracht.

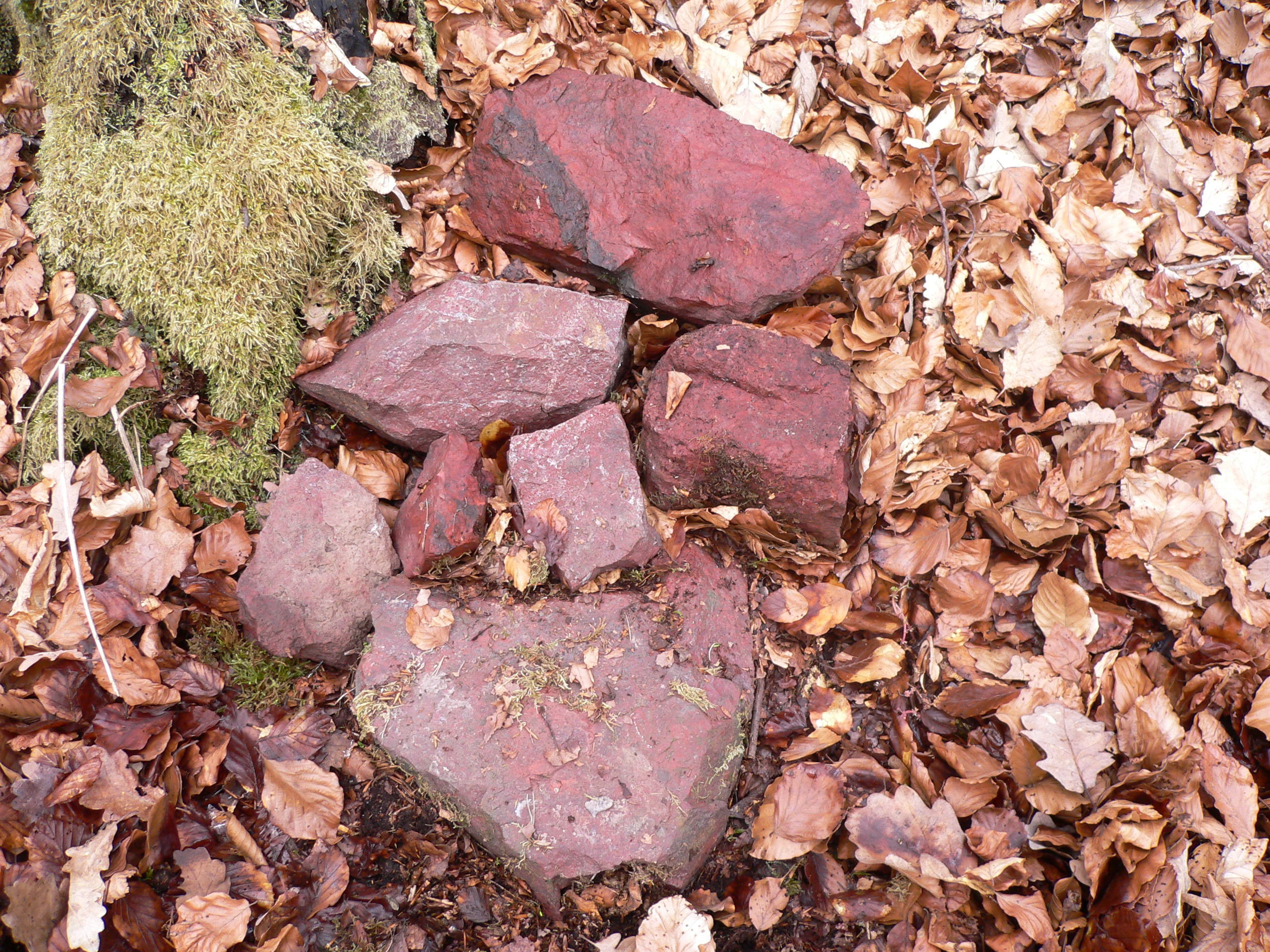
Roteisenstein, Fundort ehemalige Grube „Ruremark“ zwischen Wommelshausen und Dernbach

Aus der Ansiedlung der Hüttenarbeiter entstand der Ortsteil Hütte. Zwei ältere Ortsnamen sind bekannt, und zwar ab 1570 uff der Hutten und ab 1703 Die Hütte.
Eisensteinfahrten
Bereits 1660 wurde Eisenerz aus Wommelshausen zur Aufrechterhaltung des Hüttenbetriebes zur „Bieberhütte“ bei Rodheim-Bieber gefahren. Die Hüttner-Hütte bestand demnach zu diesem Zeitpunkt nicht mehr. Auch die Ludwigshütte bei Biedenkopf musste ab 1668/1677 anfangs im Frondienst und später gegen „billigste Entlohnung“ (mit Ochsen- und Kuhgespannen) mittels sogenannter „Eisensteinfahrten“ mit Erz aus Wommelshausen und aus den umliegenden Ortschaften beliefert werden. Eine Eisensteinfahrt zur Ludwigshütte dauerte länger als einen Tag und eine Nacht (eingerechnet Fütterung, Tränke, Wiederkäuen, Ruhezeit und Nachtruhe).
Erzbergbau
Wommelshausen hat eine weit ins Mittelalter zurückreichende Bergbaugeschichte vorzuweisen. Die zahlreichen Flurnamen mit der Endung -griww (Grube) deuten darauf hin. Roteisenstein tritt heute noch an vielen Stellen zutage. Ab 1654 wurde der Eisenerzbergbau wieder verstärkt betrieben. 1733 ließ der Landgraf hier eine neue Grube anlegen (Lage und Name nicht bekannt). Mündlich überliefert sind mehrere ehemalige Abbaustellen. Namentlich bekannt sind aber nur die Gruben „Ruremark“ und „Rainborn“. Ab 1865/66 wurde in zwei Stollen „am Brühl“ (Flurname), am westlichen Fuß des „Räschert“ (Flurname), im Ortsteil Hütte Nickelerz und Kupfererz abgebaut (Stollen noch erhalten, Eingang zugefallen), aber wegen des geringen Ertrags nach wenigen Jahren wieder eingestellt.
Steinbrüche

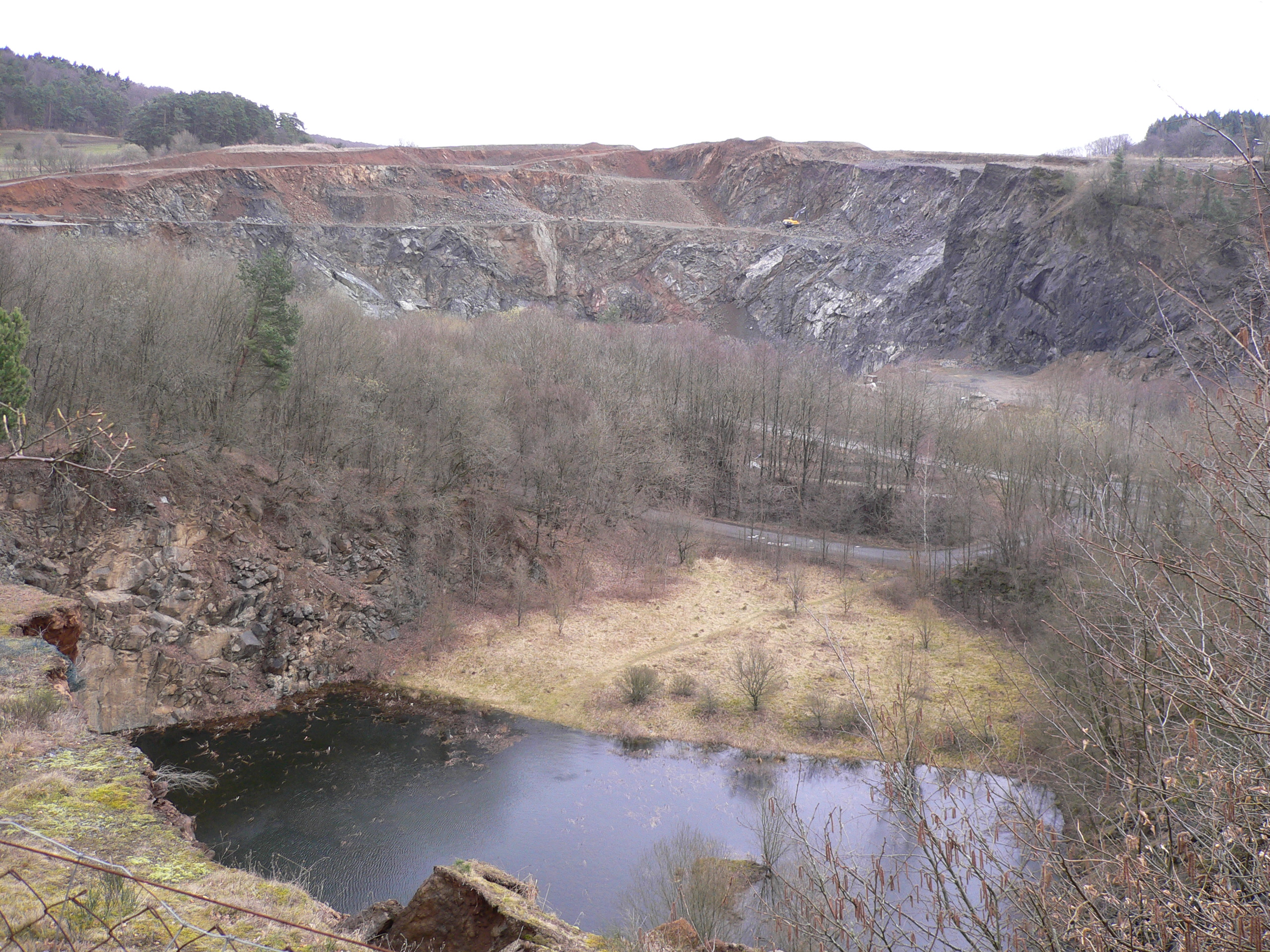
Blick in den Steinbruch „Hahnkopf“ in Richtung Wommelshausen – noch in Betrieb –

Gegen Ende des 19. bzw. am Anfang des 20. Jahrhunderts wurden drei Steinbrüche begonnen (z. B. die beiden Steinbrüche „Zimmermann“, östlich der Straße nach Bottenhorn und südlich der Straße nach Dernbach, jeweils im Jahr 1898 und „Hahnkopf“ im Jahr 1902 – noch in Betrieb –), in denen man Diabas abbaut. Diese Diabas-Varietät ist unter dem Namen „Hinterländer Grünstein“ bekannt. Sie besteht hauptsächlich aus den Mineralien Olivin und Augit.

### Historische Beschreibungen 1830
Die Statistisch-topographisch-historische Beschreibung des Großherzogthums Hessen berichtet 1830 über Wommelshausen:

„Wommelshausen (L. Bez. Gladenbach) evangel. Filialdorf; liegt in einer rauhen Gegend, 1 1⁄2 St. von Gladenbach, hat 45 Häuser und 269 Einwohner, die alle evangelisch sind. Man findet 3 Mahlmühlen, mit welchen 1 Oelmühle verbunden ist, und die Einwohner beschäftigen sich sehr stark mit dem Stricken (siehe „Trachtenbilder“) und Verkaufe von Strümpfen. Dieser Gewerbszweig, der hier so wie auch zu Römershausen, Dernbach, Schlierbach, Hartenrod, Endbach und Günterod getrieben wird, und der dortigen armen Gegend vieles Geld zuführt, ist wahrhaft bedeutend; denn die durch den unausgesetzten Fleiß der Bewohner geschaffene Waaren werden von einheimischen Handelsleuten aufgekauft, sofort auf die Messen und Märkte zu Frankfurt, Offenbach, Aschaffenburg, Mainz, Darmstadt, Worms, Manheim etc. gebracht, größtentheils aber auf Jahrmärkten, so wie durch Hausirhandel im Inland, in den Preussischen, Bairischen und Badischen Staaten untergebracht. Dieser wichtige Industriezweig verdient um so mehr der besondern Pflege des Staats empfohlen zu werden, als die Stockung desselben die Einwohner der genannten Orte bettelarm machen würde. Zu Wommelshausen gehört die sogenannte Hütte, welche 5 Minuten davon entfernt liegt. Im Jahr 1660 wurden hier Eisensteine gebrochen. Auch Kupfererze wurden früher hier gewonnen. Der Ort gehörte im 15. Jahrhundert zum Gladenbacher Kirchengebiet.“

Zum Weiler Hütte:

„Hütte (L. Bez. Gladenbach) Weiler; gehört zu Wommelshausen, von welchem Orte er nur 5 Minuten entfernt ist, und liegt an der Salzböthe. Dieser Weiler hat mit Einschluß von 2 Mühlen, 16 Häuser und 100 evangelische Einwohner. Hier stand vor alten Zeiten eine Eisenhütte, von welcher der jetzige Namen des Orts herzuleiten ist.“

Einheimische Wanderhändler („Strumpfmänner“) kauften im Herbst die Strickwaren auf und vertrieben sie während der Wintermonate von Haus zu Haus (Hausierhandel). Die Strickwarenhändler aus dem südwestlichen Hinterland beschickten mit ihren Produkten (Strümpfe, Handschuhe, Kamisole (Westen)) auch die Wollmärkte in Mainz, Worms, Mannheim, bis nach Speyer und Heidelberg. Dadurch hat sich hier und in der näheren Umgebung bis nach dem Zweiten Weltkrieg die Tradition des Hausierhandels erhalten.

### Schule
Als erster Lehrer in Wommelshausen wird 1665 Lorenz Hoppmann genannt, der bis 1697 den Dienst versah. Auch die Schüler von Dernbach und Hülshof (bis 1926) gingen jahrzehntelang in Wommelshausen zur Schule bzw. wurden in Personalunion von Wommelshäuser Lehrern unterrichtet. 1837/39 baute man ein eigenes Schulgebäude, welches heute als Wohnhaus genutzt wird. Vorher fand der Unterricht im Dachraum des Backhauses statt bzw. in angemieteten Privaträumen. Als die Schülerzahlen nach 1900 über 110 anstiegen, baute die Gemeinde 1903/04 ein neues Schulhaus (Standort: heutiges Dorfgemeinschaftshaus) mit einer zweiten Lehrerwohnung. Auch dies reichte bei über 150 Schüler bald nicht mehr aus, die Schule wurde um einen dritten Saal erweitert, aufgestockt (ehemalige Lehrer-Dienstwohnung).
Nach über 300 Jahren wurde die Schule in Wommelshausen 1969 geschlossen.

### Kirchliche Zugehörigkeit
Kirchlich gehörte Wommelshausen spätestens ab 1367 bis 1969 zur Pfarrei Hartenrod, ab 1969 zu Endbach. Seit 1971 hat Wommelshausen den Status einer eigenen Kirchengemeinde.
In Wommelshausen gibt es seit 1965 zwei evangelische Kirchenbauwerke, und zwar die über 1000 Jahre alte renovierte Alte Kirche (die ehemalige Marienkapelle) und die 1965 eingeweihte „Neue Kirche“ mit ihrem eigenwilligen eiförmigen Grundriss, die eindrucksvoll am südöstlichen Dorfeingang steht. Auch in der Alten Kirche werden regelmäßig in größeren zeitlichen Abständen Gottesdienste gehalten.

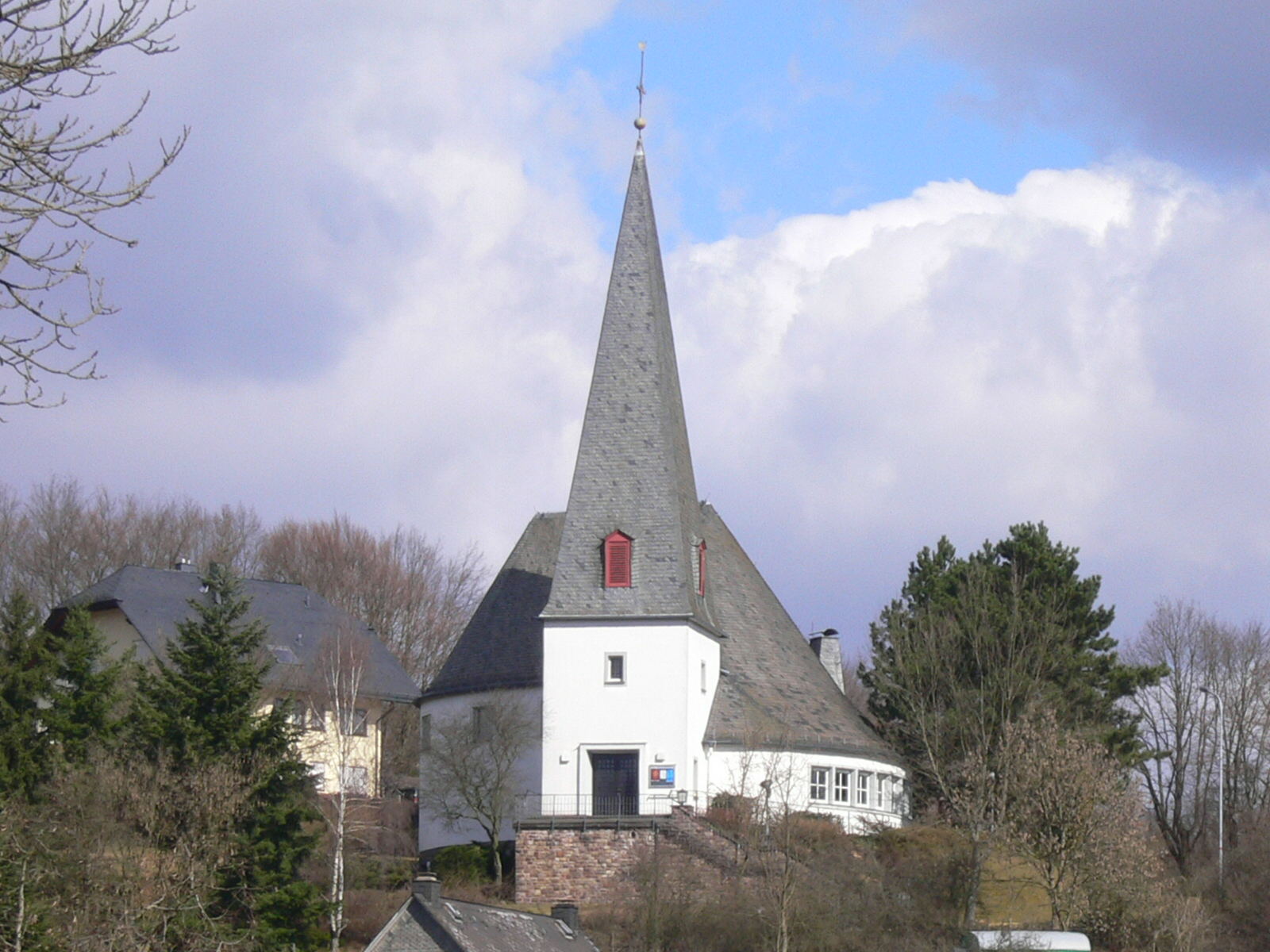
Neue Kirche mit Ei-förmigem Grundriss, 1965 eingeweiht.
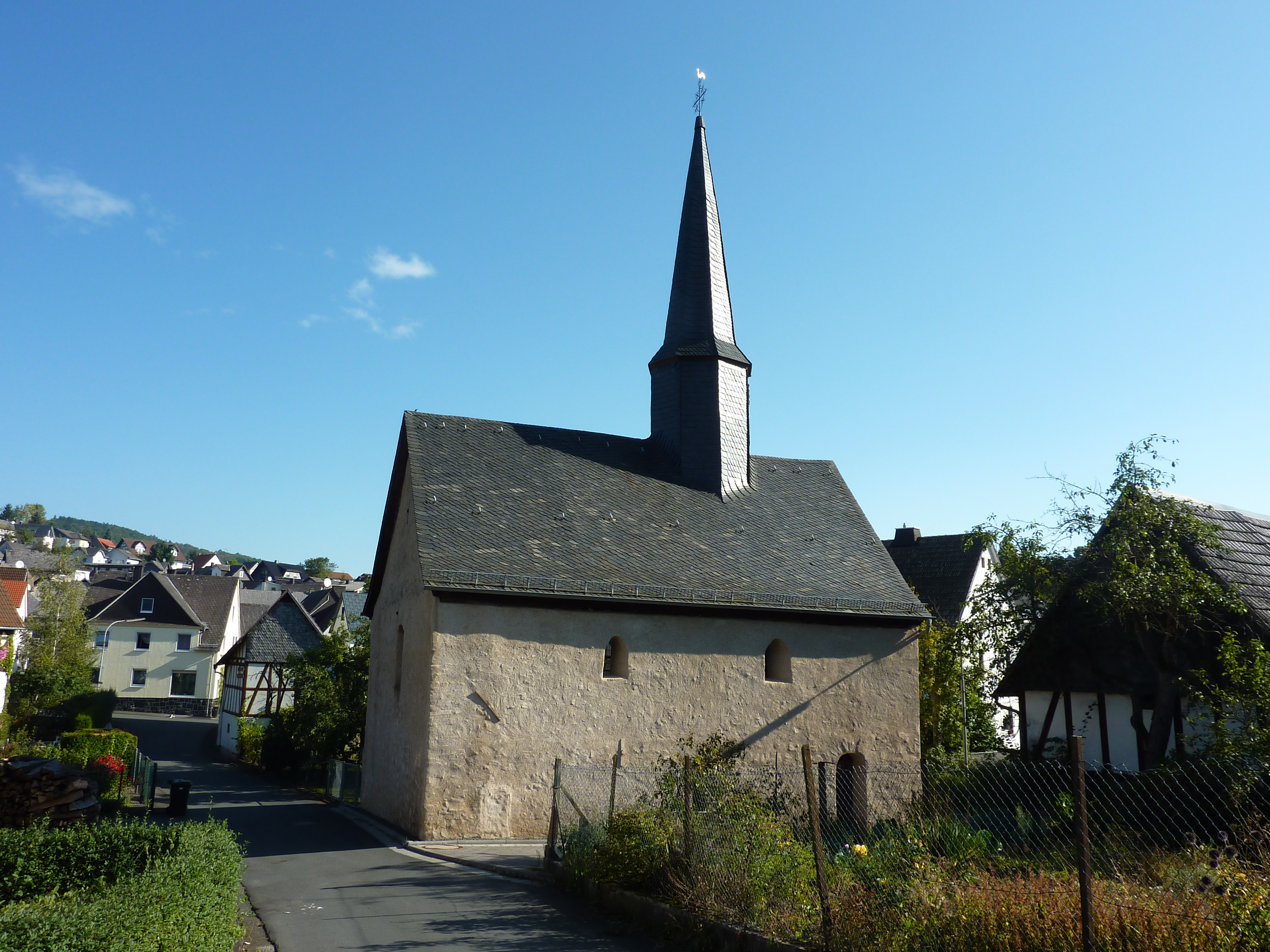
Alte Kirche Wommelshausen, 1000 bis 1100 Jahre alt
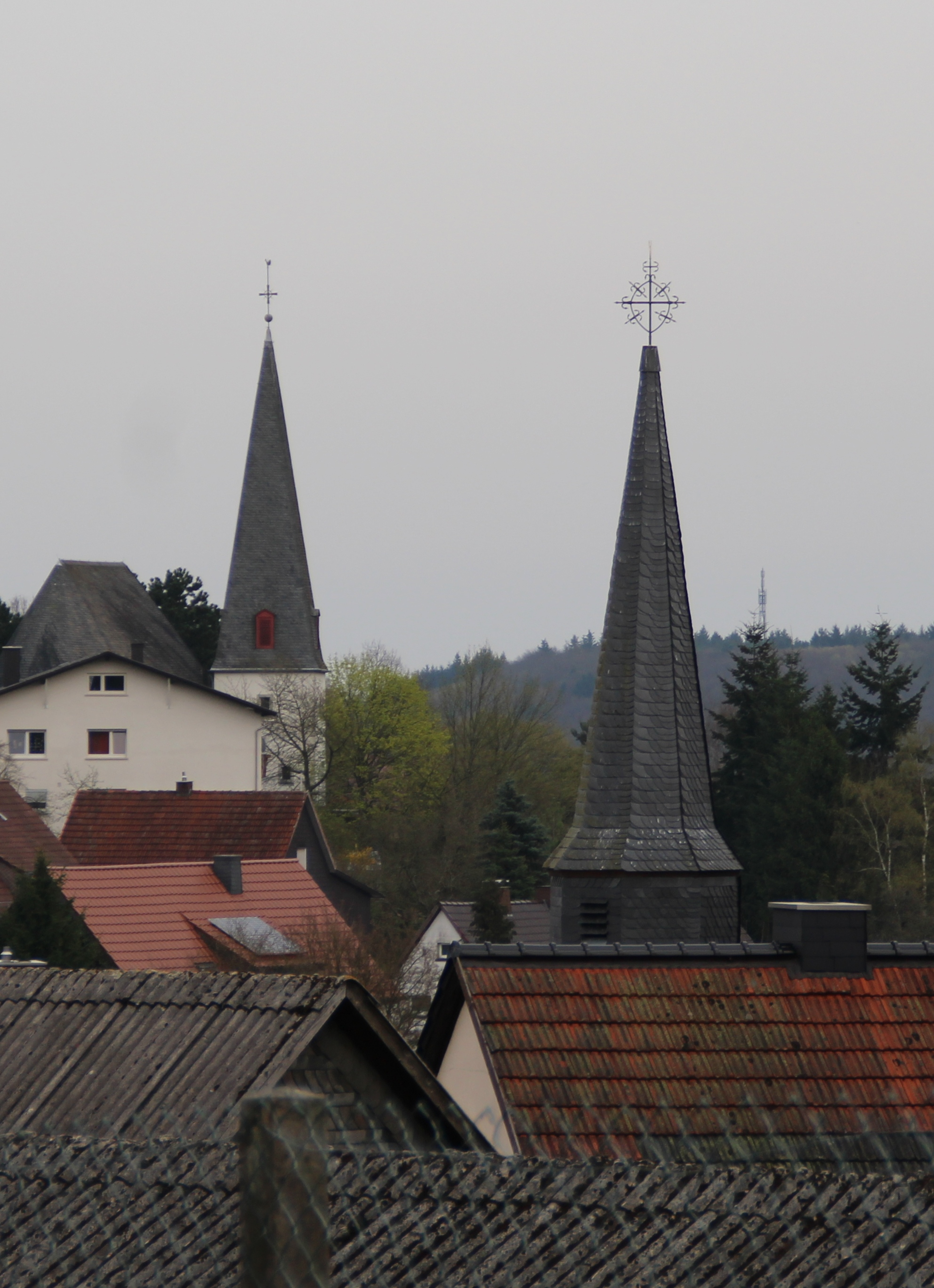
Kirchtürme der alten und der neuen Kirche

### Bürgermeisterei Wommelshausen, Gemeindeordnung 1821, Vorläuferin der Großgemeinde
Mit der Umsetzung einer neuen hessischen Gemeindeordnung entstanden 1821 im neuen Landratsbezirk Gladenbach auch neue Verwaltungseinheiten, Vorläuferinnen der heutigen Großgemeinden. Dabei wurden u. a. die Gemeinden Dernbach, Schlierbach und Wommelshausen mit Hütte zu einer Bürgermeisterei mit Sitz in Wommelshausen zusammengefasst. 1848/49 löste man den Zusammenschluss wieder auf.

### Arbeiterbauerndorf
Bis weit hinein in die Mitte des 20. Jahrhunderts war Wommelshausen ein typisches Hinterländer Arbeiterbauerndorf, geprägt von der Nebenerwerbslandwirtschaft, der sogenannten „Feierabend-Landwirtschaft“.

### Zusammenschluss mit Endbach

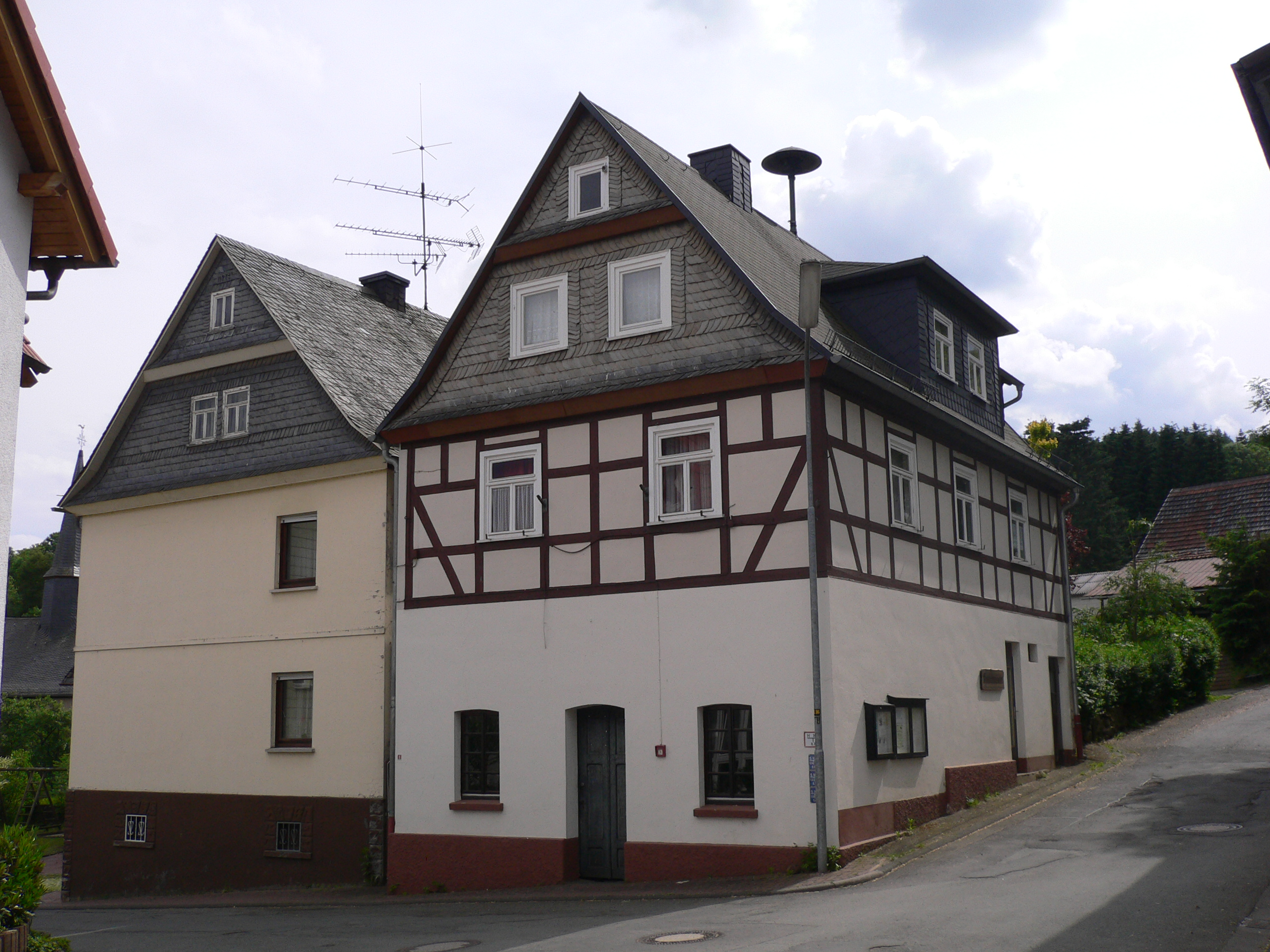
Ehemaliges Rathaus (bis 1971) mit Backhaus, heute Heimatmuseum

Zum 1. Februar 1971 fusionierten die bisher selbstständigen Gemeinden Endbach und Wommelshausen im Zuge der Gebietsreform in Hessen freiwillig zur erweiterten Gemeinde Endbach. Damit kam auch der Ortsteil Hütte unter eine einheitliche Verwaltung. Bis dahin gehörte dessen östlicher, älterer und größerer Teil mit den beiden Mühlen (Plocke-Mühle und Hüttner-Mühle) zu Wommelshausen und der westliche zu Endbach.
Günterod schloss sich am 1. April 1972 der neuen Gemeinde Endbach an. Für alle drei ehemals eigenständigen Gemeinden von Bad Endbach wurden Ortsbezirke gebildet.

### Das Prädikat Bad 1973
Am 11. Oktober 1973 verlieh der hessische Innenminister der Gemeinde Endbach, die zu diesem Zeitpunkt aus den drei Ortsteilen Endbach, Günterod und Wommelshausen bestand, das Prädikat Bad. Die neue Gemeinde nannte sich ab dann Bad Endbach.

### Verwaltungsgeschichte im Überblick
Die folgende Liste zeigt die Staaten und Verwaltungseinheiten, denen Wommelshausen angehört(e):
- ab 1336: Heiliges Römisches Reich, Landgrafschaft Hessen, nach dem Ende der Dernbacher Fehde
- um 1360/65: Heiliges Römisches Reich, Landgrafschaft Hessen, Amt Blankenstein
- um 1400: Heiliges Römisches Reich, Landgrafschaft Hessen, Amt Blankenstein
- ab 1567: Heiliges Römisches Reich, Landgrafschaft Hessen-Marburg, Amt Blankenstein
- 1604–1648: strittig zwischen Hessen-Kassel und Hessen-Darmstadt (Hessenkrieg)
- ab 1604: Heiliges Römisches Reich, Landgrafschaft Hessen-Kassel, Amt Blankenstein
- ab 1627: Heiliges Römisches Reich, Landgrafschaft Hessen-Darmstadt, Oberfürstentum Hessen, Amt Blankenstein, Obergericht Gladenbach[29][30]
- ab 1806: Großherzogtum Hessen,[Anm. 2] Fürstentum Oberhessen, Amt Blankenstein[31]
- ab 1815: Großherzogtum Hessen, Provinz Oberhessen, Amt Blankenstein[32]
- ab 1821: Großherzogtum Hessen, Provinz Oberhessen, Landratsbezirk Gladenbach[Anm. 3]
- ab 1832: Großherzogtum Hessen, Provinz Oberhessen, Kreis Biedenkopf
- ab 1848: Großherzogtum Hessen, Regierungsbezirk Biedenkopf
- ab 1852: Großherzogtum Hessen, Provinz Oberhessen, Kreis Biedenkopf
- ab 1867: Königreich Preußen,[Anm. 4] Provinz Hessen-Nassau, Regierungsbezirk Wiesbaden, Kreis Biedenkopf (übergangsweise Hinterlandkreis)[30]
- ab 1871: Deutsches Reich, Königreich Preußen, Provinz Hessen-Nassau, Regierungsbezirk Wiesbaden, Kreis Biedenkopf
- ab 1918: Deutsches Reich (Weimarer Republik), Freistaat Preußen, Provinz Hessen-Nassau, Regierungsbezirk Wiesbaden, Kreis Biedenkopf
- ab 1932: Deutsches Reich, Freistaat Preußen, Provinz Hessen-Nassau, Regierungsbezirk Wiesbaden, Landkreis Dillenburg
- ab 1933: Deutsches Reich, Freistaat Preußen, Provinz Hessen-Nassau, Regierungsbezirk Wiesbaden, Landkreis Biedenkopf
- ab 1944: Deutsches Reich, Freistaat Preußen, Provinz Nassau, Landkreis Biedenkopf
- ab 1945: Amerikanische Besatzungszone,[Anm. 5] Groß-Hessen, Regierungsbezirk Wiesbaden, Landkreis Biedenkopf
- ab 1946: Amerikanische Besatzungszone, Hessen, Regierungsbezirk Wiesbaden, Landkreis Biedenkopf
- ab 1949: Bundesrepublik Deutschland, Hessen, Regierungsbezirk Wiesbaden, Landkreis Biedenkopf
- ab 1968: Bundesrepublik Deutschland, Hessen, Regierungsbezirk Darmstadt, Landkreis Biedenkopf
- ab 1971: Bundesrepublik Deutschland, Land Hessen, Regierungsbezirk Darmstadt, Landkreis Biedenkopf, Gemeinde Bad Endbach[Anm. 6]
- ab 1974: Bundesrepublik Deutschland, Land Hessen, Regierungsbezirk Kassel, Landkreis Marburg-Biedenkopf, Gemeinde Bad Endbach
- ab 1981: Bundesrepublik Deutschland, Land Hessen, Regierungsbezirk Gießen, Landkreis Marburg-Biedenkopf, Gemeinde Bad Endbach

## Bevölkerung

### Einwohnerstruktur 2011
Nach den Erhebungen des Zensus 2011 lebten am Stichtag, dem 9. Mai 2011, in Wommelshausen 873 Einwohner. Darunter waren 24 (2,7 %) Ausländer. Nach dem Lebensalter waren 147 Einwohner unter 18 Jahren, 366 zwischen 18 und 49, 174 zwischen 50 und 64 und 189 Einwohner waren älter. Die Einwohner lebten in 366 Haushalten. Davon waren 96 Singlehaushalte, 102 Paare ohne Kinder und 123 Paare mit Kindern, sowie 30 Alleinerziehende und 12 Wohngemeinschaften. In 75 Haushalten lebten ausschließlich Senioren und in 228 Haushaltungen lebten keine Senioren.

### Einwohnerentwicklung
Quelle: Historisches Ortslexikon
- 1502: 016 Haushaltungen
- 1577: 025 Hausgesesse
- 1630: 025 Untertanen; 10 zweispännige, 6 einspännige Ackerleute, 9 Einläuftige.
- 1648: 016 Haushalte, 10 Hofstätten zerstört/verlassen
- 1668: 141 Einwohner (Seelenliste, Pfr. Achenbach)
- 1742: 071 Haushalte
- 1791: 280 Einwohner[33]
- 1800: 290 Einwohner[34]
- 1806: 282 Einwohner, 40 Häuser (Hütte: 71 Einw., 10 Häuser)[31]
- 1829: 269 Einwohner, 45 Häuser[15]

| Wommelshausen: Einwohnerzahlen von 1791 bis 2011 | Wommelshausen: Einwohnerzahlen von 1791 bis 2011 | Wommelshausen: Einwohnerzahlen von 1791 bis 2011 | Wommelshausen: Einwohnerzahlen von 1791 bis 2011 | Wommelshausen: Einwohnerzahlen von 1791 bis 2011 |
| --- | ------------------------------------------------ | ------------------------------------------------ | ------------------------------------------------ | ------------------------------------------------ |
| Jahr |                                                  |                                                  |                                                  | Einwohner                                        |
| 1791 | 1791                                             |                                                  | 280                                              | 280                                              |
| 1800 | 1800                                             |                                                  | 290                                              | 290                                              |
| 1829 | 1829                                             |                                                  | 269                                              | 269                                              |
| 1834 | 1834                                             |                                                  | 350                                              | 350                                              |
| 1840 | 1840                                             |                                                  | 410                                              | 410                                              |
| 1846 | 1846                                             |                                                  | 438                                              | 438                                              |
| 1852 | 1852                                             |                                                  | 419                                              | 419                                              |
| 1858 | 1858                                             |                                                  | 454                                              | 454                                              |
| 1864 | 1864                                             |                                                  | 395                                              | 395                                              |
| 1871 | 1871                                             |                                                  | 384                                              | 384                                              |
| 1875 | 1875                                             |                                                  | 461                                              | 461                                              |
| 1885 | 1885                                             |                                                  | 466                                              | 466                                              |
| 1895 | 1895                                             |                                                  | 466                                              | 466                                              |
| 1905 | 1905                                             |                                                  | 519                                              | 519                                              |
| 1910 | 1910                                             |                                                  | 566                                              | 566                                              |
| 1925 | 1925                                             |                                                  | 696                                              | 696                                              |
| 1939 | 1939                                             |                                                  | 793                                              | 793                                              |
| 1946 | 1946                                             |                                                  | 1.033                                            | 1.033                                            |
| 1950 | 1950                                             |                                                  | 1.068                                            | 1.068                                            |
| 1956 | 1956                                             |                                                  | 924                                              | 924                                              |
| 1961 | 1961                                             |                                                  | 926                                              | 926                                              |
| 1967 | 1967                                             |                                                  | 926                                              | 926                                              |
| 1980 | 1980                                             |                                                  | ?                                                | ?                                                |
| 1990 | 1990                                             |                                                  | ?                                                | ?                                                |
| 1995 | 1995                                             |                                                  | 927                                              | 927                                              |
| 2011 | 2011                                             |                                                  | 873                                              | 873                                              |
| Datenquelle: Historisches Gemeindeverzeichnis für Hessen: Die Bevölkerung der Gemeinden 1834 bis 1967. Wiesbaden: Hessisches Statistisches Landesamt, 1968. Weitere Quellen: LAGIS; Zensus 2011 |                                                  |                                                  |                                                  |                                                  |

### Historische Religionszugehörigkeit
Quelle: Historisches Ortslexikon
- 1830: 269 evangelische (= 100 %) Einwohner
- 1885: 466 evangelische (= 100 %) Einwohner
- 1961: 838 evangelische (= 90,50 %), 81 katholische (= 8,75 %) Einwohner

### Erwerbstätigkeit
- 1867: 94 Landwirtschaft, 6 Bergbau und Hüttenwesen, 12 Gewerbe und Industrie, 1 Verkehr, 1 Gesundheitspflege, 1 Erziehung und Unterricht, 3 Gemeindeverwaltung, 3 Personen ohne Berufsausübung, 26 Personen ohne Berufsangabe.[1]
- 1961: 148 Land- und Forstwirtschaft, 243 produzierendes Gewerbe, 47 Handel und Verkehr, 39 Dienstleistungen und sonstiges.[1]

## Politik
Für Wommelshausen besteht ein Ortsbezirk (Gebiete der ehemaligen Gemeinde Wommelshausen) mit Ortsbeirat und Ortsvorsteher nach der Hessischen Gemeindeordnung. Der Ortsbeirat besteht aus fünf Mitgliedern. Bei den Kommunalwahlen in Hessen 2021 betrug die Wahlbeteiligung zum Ortsbeirat 46,33 %. Alle Kandidaten gehörten der „Gemeinschaftsliste Wommelshausen“ an. Der Ortsbeirat wählte Andreas Debus zum Ortsvorsteher.

## Kultur und Sehenswürdigkeiten

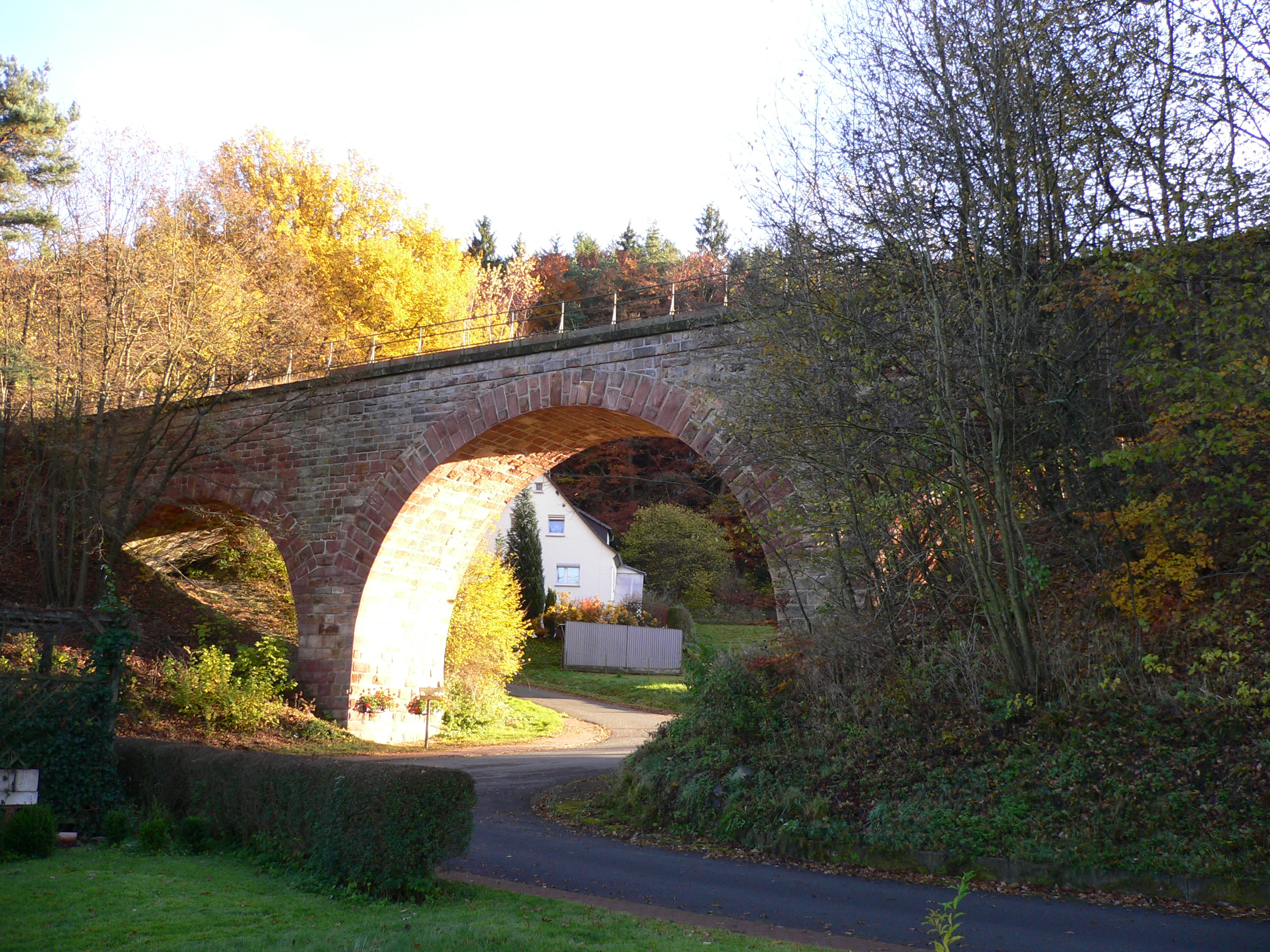
Viadukt der Aar-Salzböde-Bahn bei Hütte

### Bauwerke
- Alte Kirche Wommelshausen, die sog. „Marien-Kapelle“,[37]
- evangelische Kirche, 11. JH[38]
- Neue evangelische Kirche auf Ei-förmigem Grundriss, ortsbildprägend am südöstlichen Ortseingang
- Heimatmuseum im ehemaligen Backhaus mit Rathaus
- Zwei Backhäuser, in Wommelshausen und im Ortsteil Hütte
- Viadukt der Aar-Salzböde-Bahn im Ortsteil Hütte

### Naturdenkmäler
- Schmetterlingspfad
- vier markante Bäume: die „Heul-Eiche“[39], die „Dicke-Eiche“, die „Kaiserlinde“ und die „Fächerlinde“
- ein Naturdenkmal „Stein am Stein“ mit Schutzhütte[40]

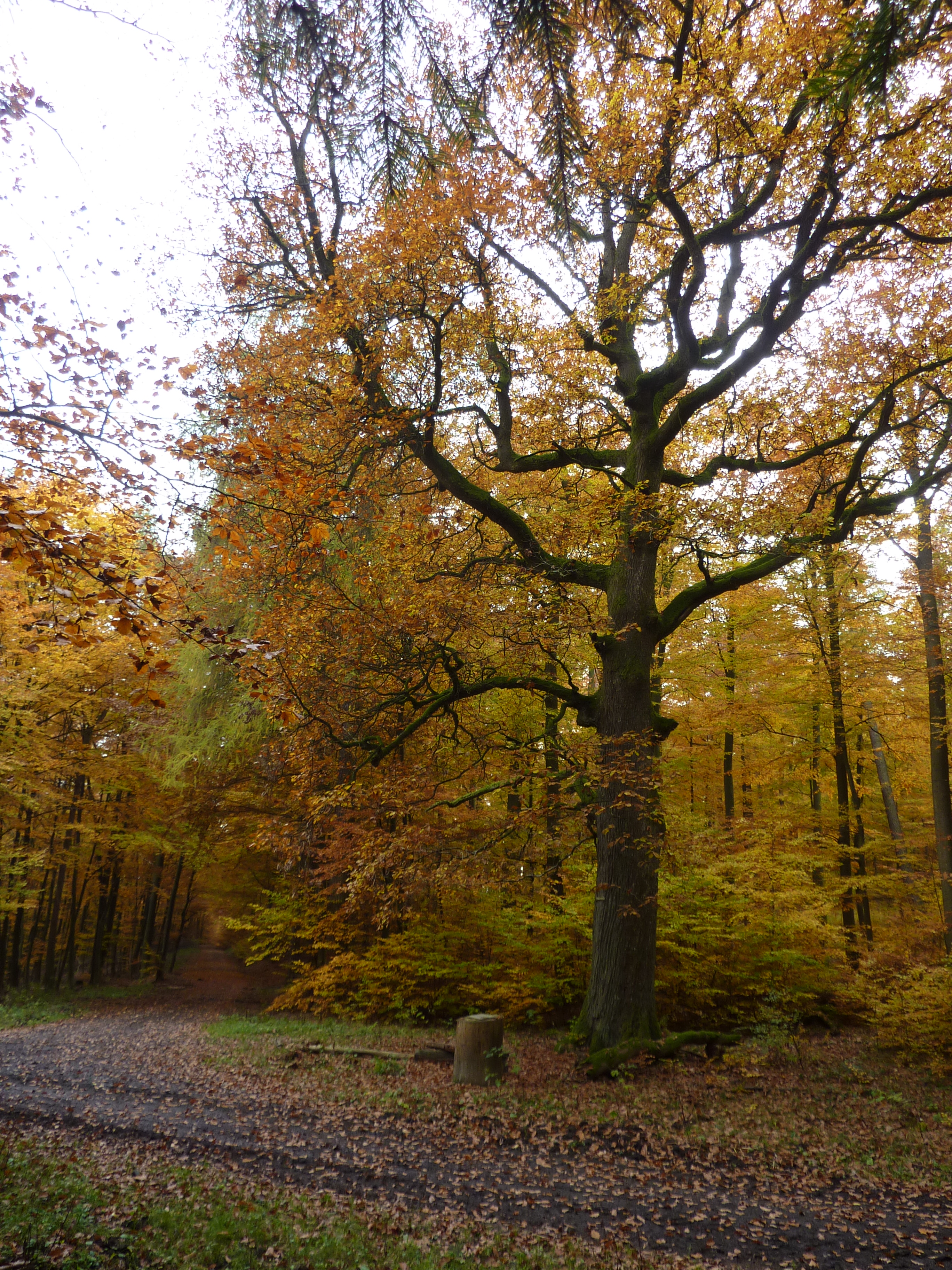
Grenzbaum „Heul-Eiche“, am alten direkten Höhenweg (siehe Westfalenweg) aus dem Hinterland nach Gießen
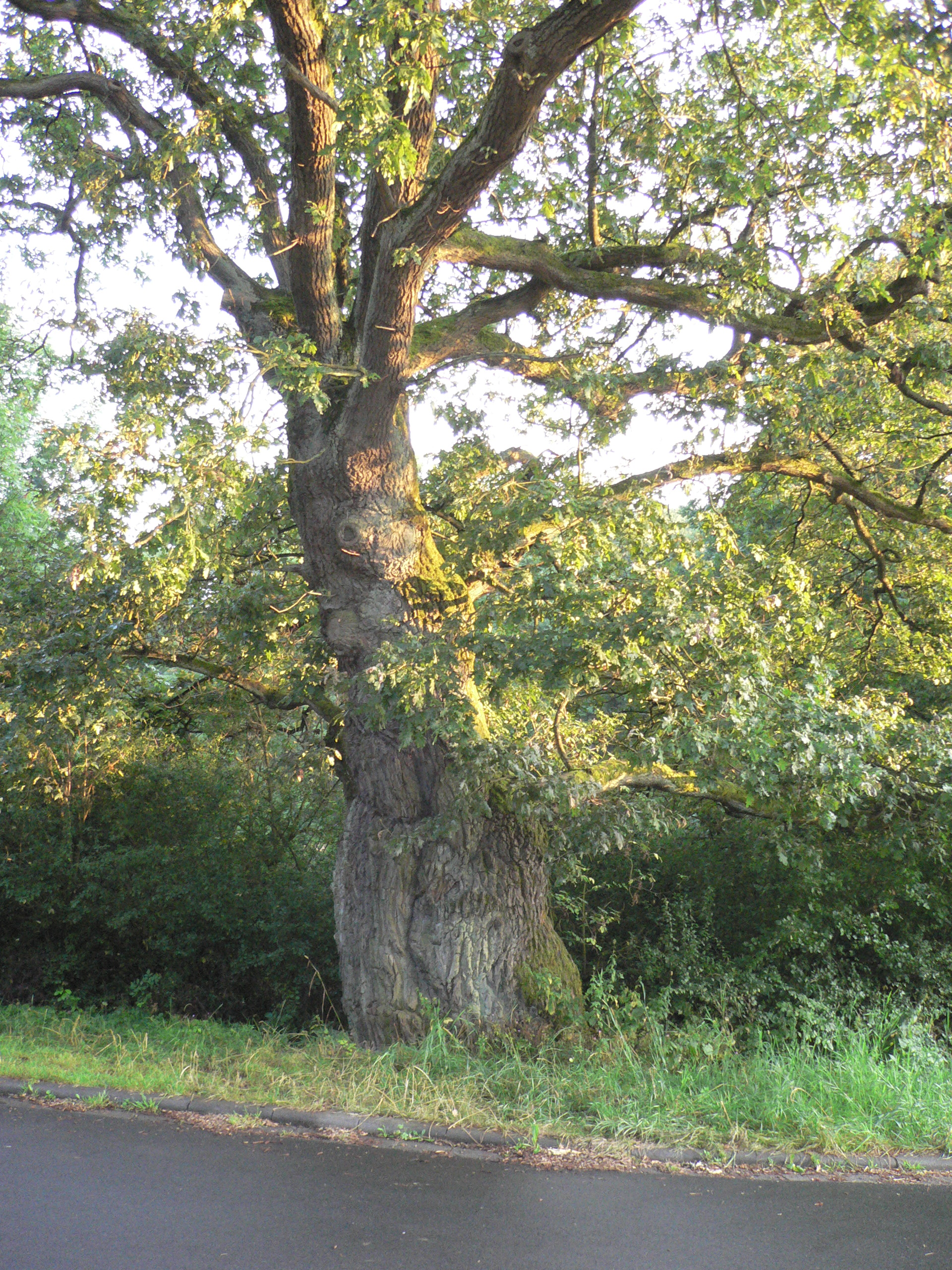
Naturdenkmal Dicke-Eiche, ca. 450 bis 500 Jahre alt, markierte einst Wegegabelung; > Osten über Gladenbach nach Marburg, > Süden über Zollbuche nach Gießen
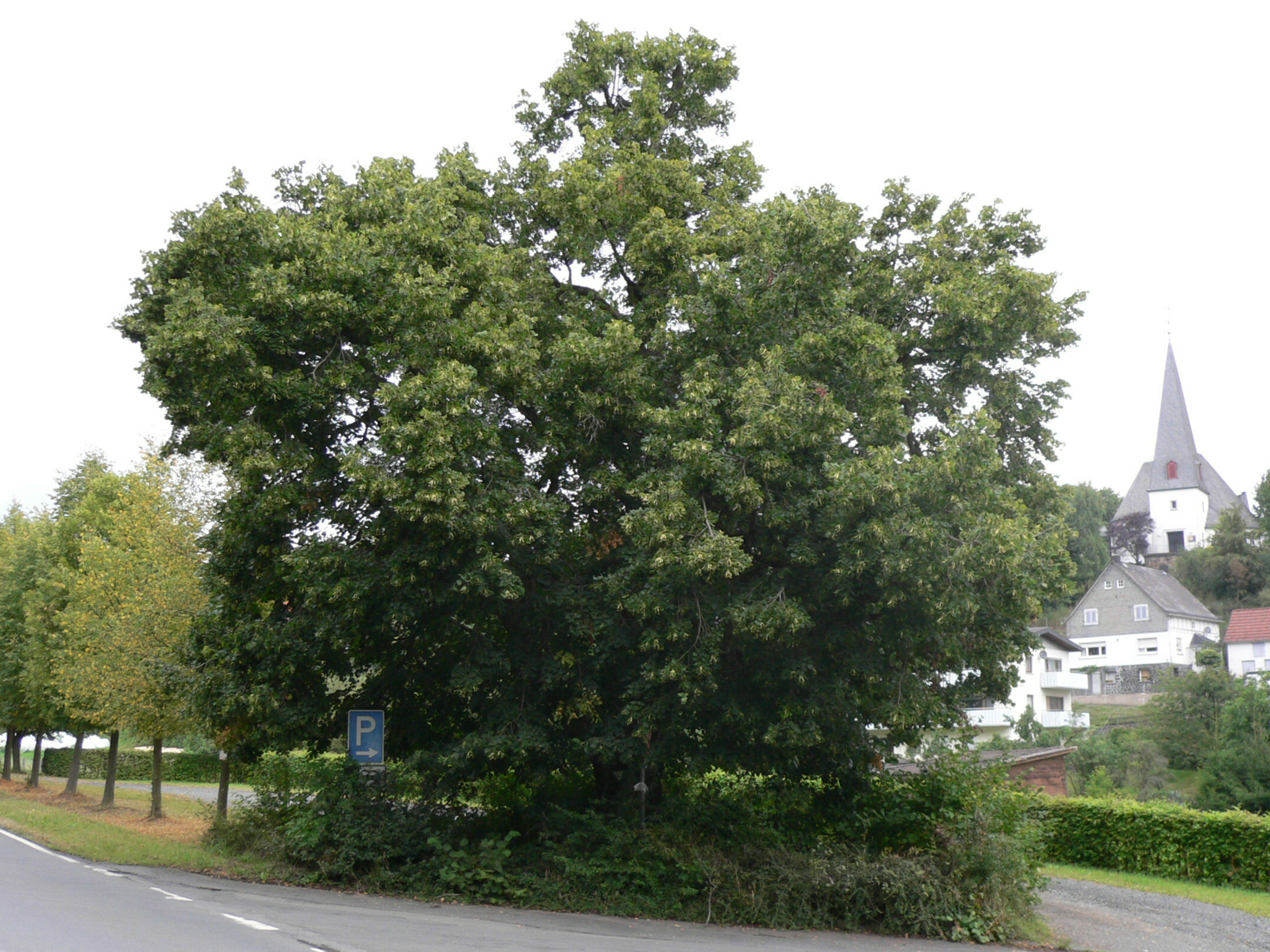
Kaiserlinde, 1888 im Dreikaiserjahr gepflanzt
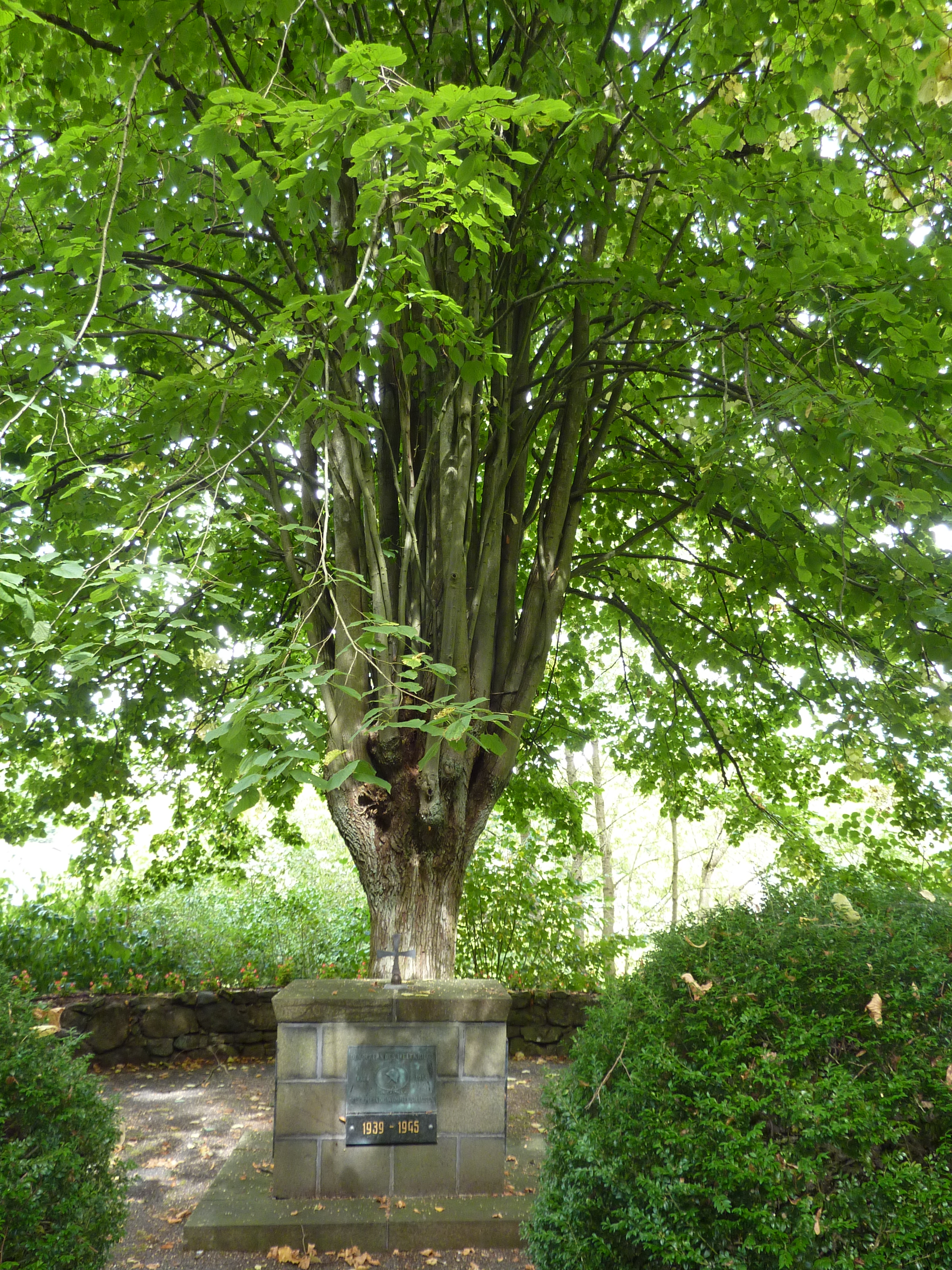
„Fächerlinde“ am Gefallenenehrenmal Wommelshausen
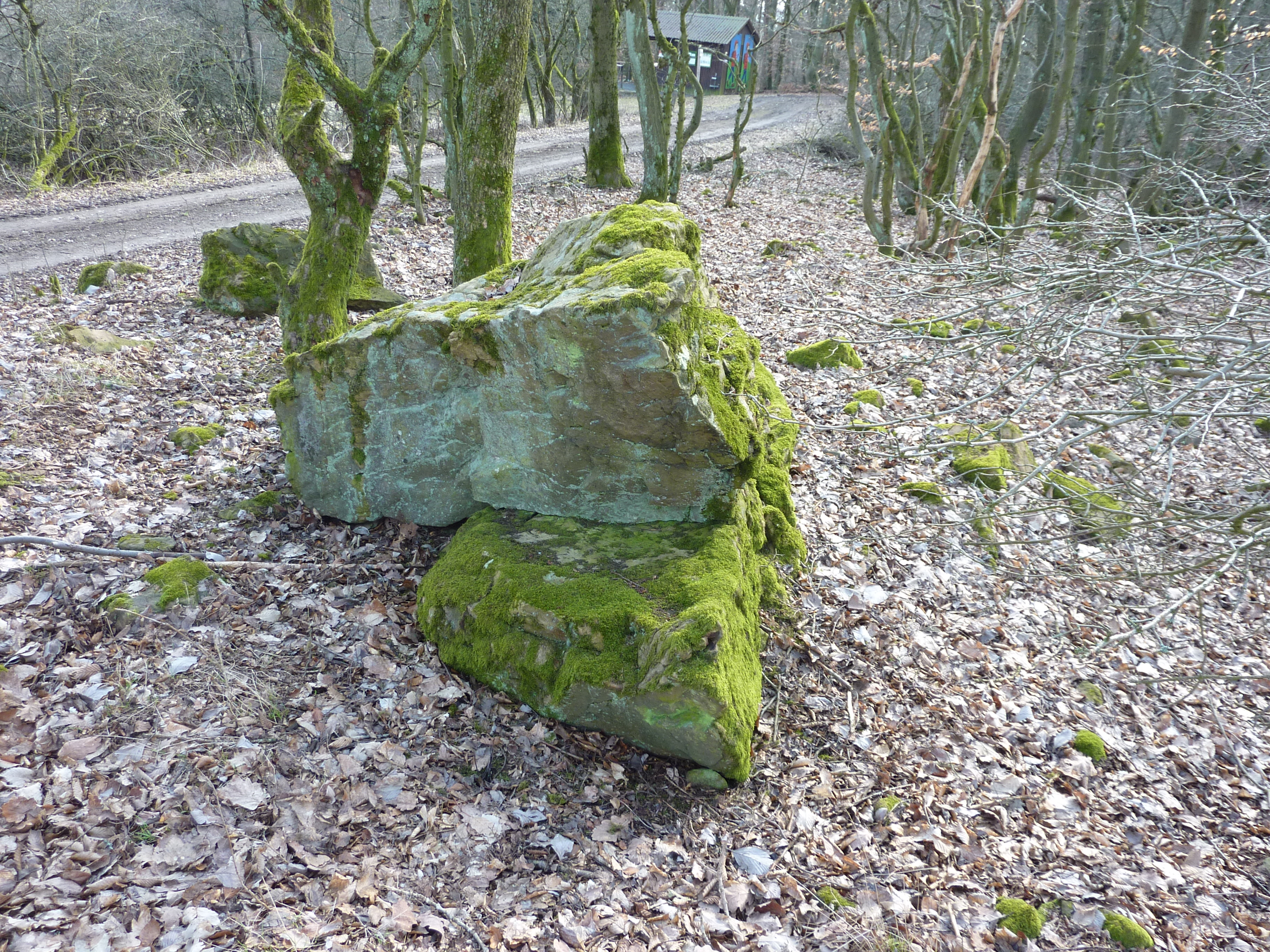
Naturdenkmal „Stein am Stein“ (vermutlich vorgeschichtlicher Kultplatz), im Hintergrund die Schutzhütte

### Trachtenbilder
Der Marburger Orientalist, Volkskundler und Trachtenforscher Ferdinand Justi hat im August 1881 in Wommelshausen insgesamt sieben Trachtenbilder mit Personen in der Hinterländer Tracht gemalt, auch eine Teilansicht vom Dorf / einem Gehöft, die aber nicht mehr auffindbar ist. Vermutlich ist die relativ große Zahl auf die Initiative des damaligen Dorflehrers Christian Baum und des Bürgermeisters Johann-Jakob Scheld zurückzuführen, die den Kontakt zu Justi hergestellt und gepflegt haben.

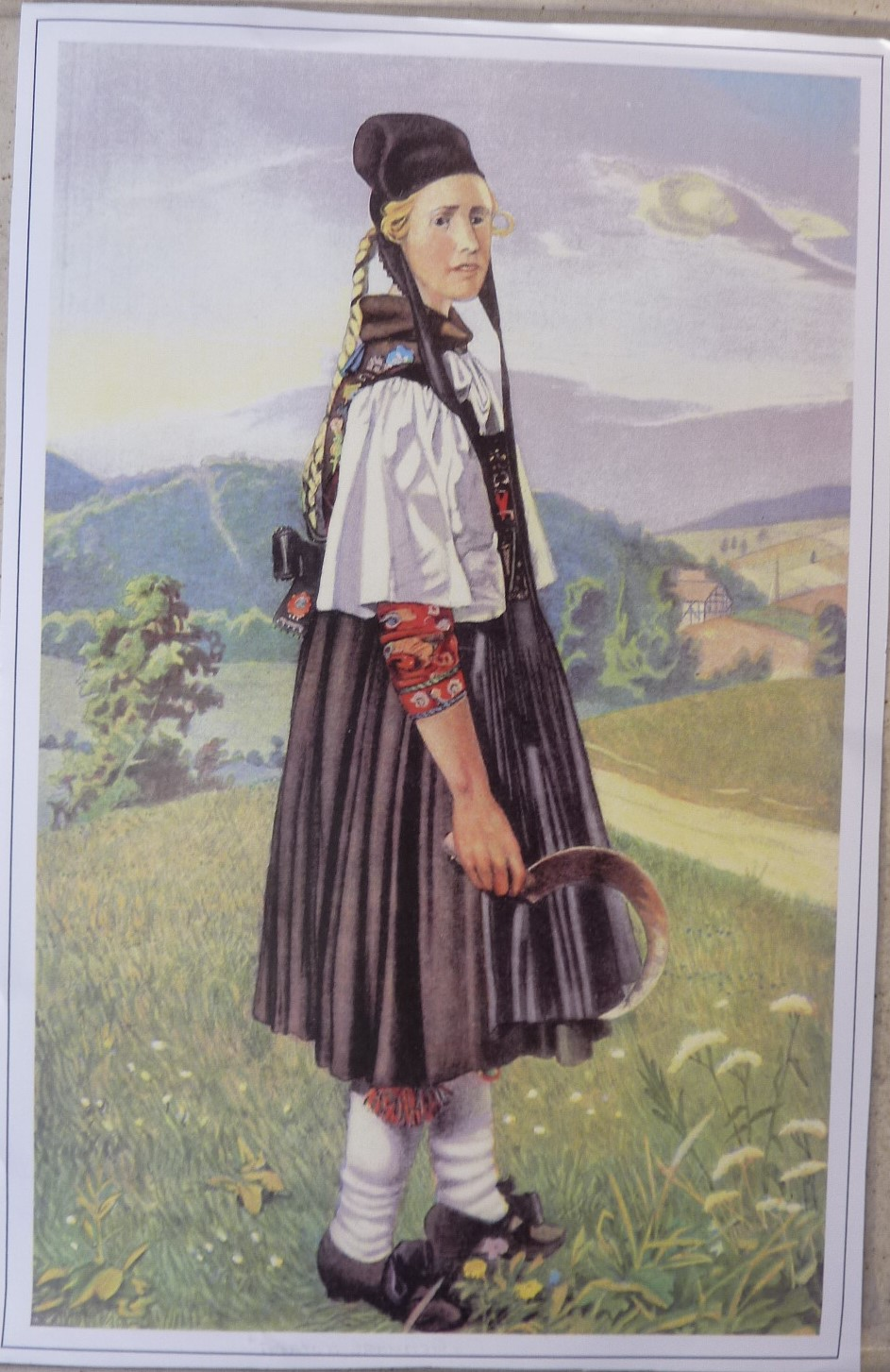
Wommelshausen, Sommerliche Sonntagstracht mit „Dellmutsche“ als Kopfbedeckung
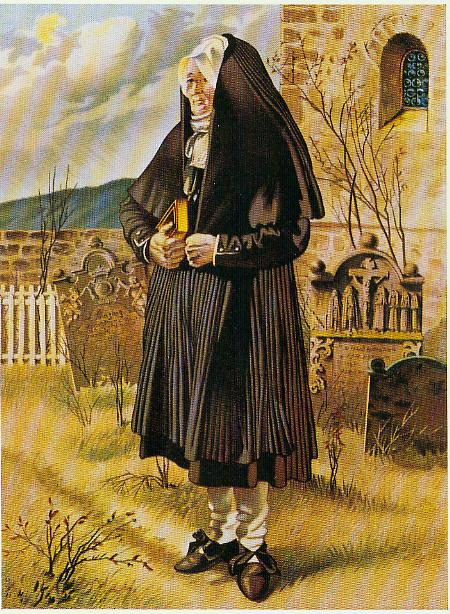
Wommelshausen, Trauertracht mit weißer Haube und Trauermantel
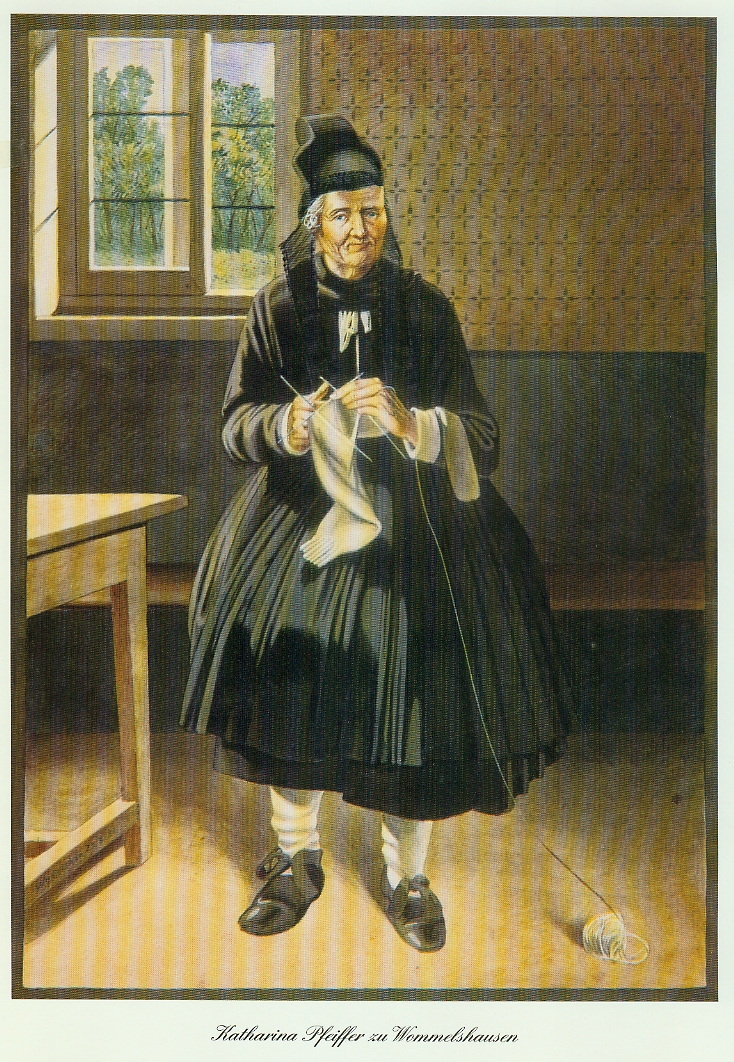
Wommelshausen, Strumpfstrickerin in Alltagstracht mit „Dellmutsche“
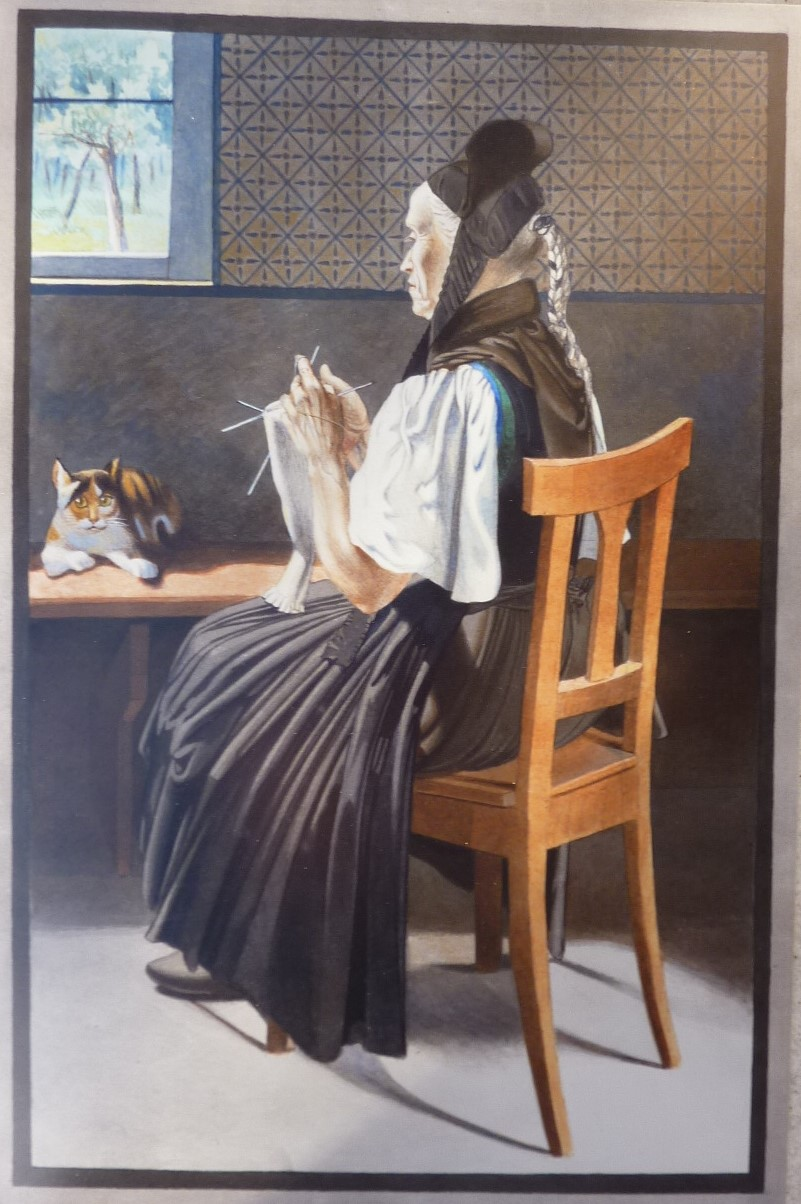
Wommelshausen, Strickerin und Katze mit „Dellmutsche“
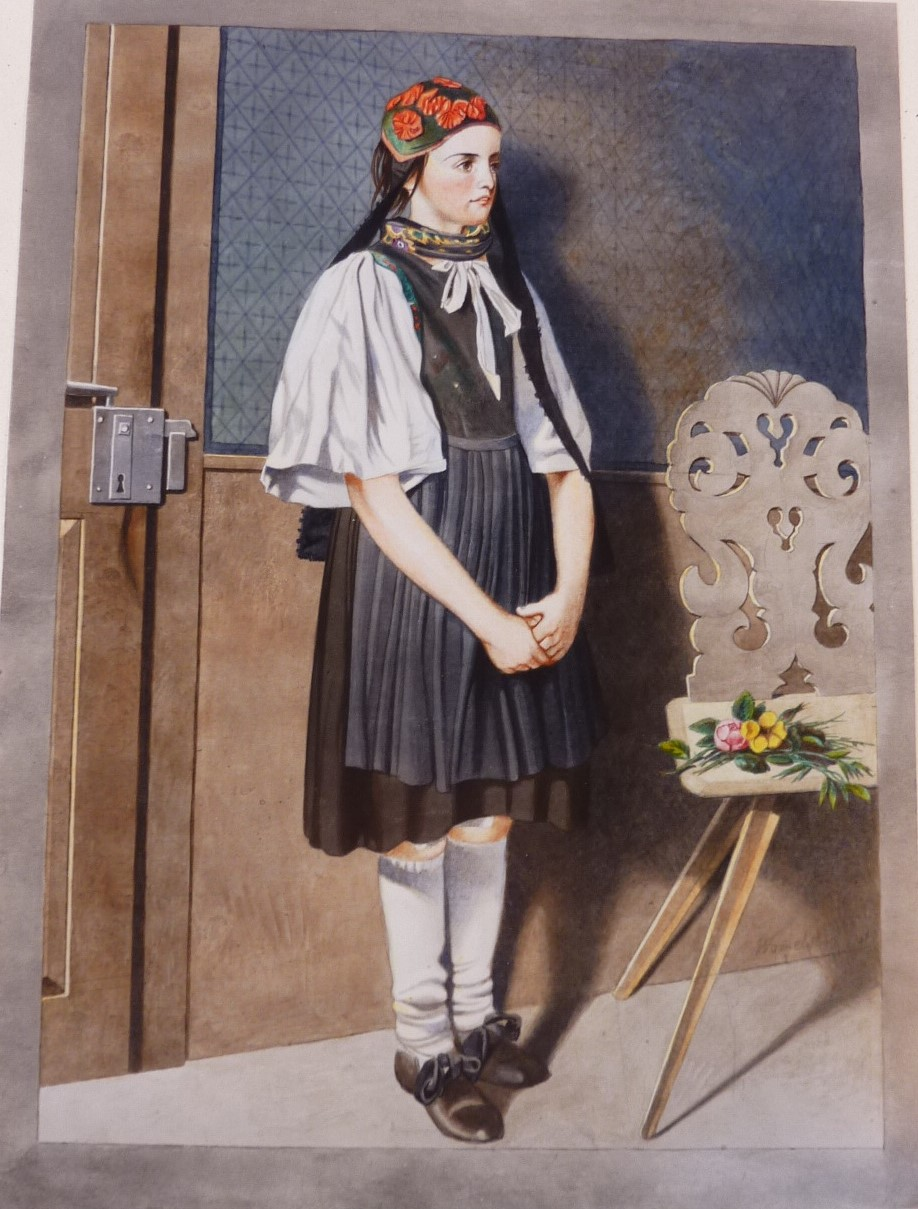
Wommelshausen, Mädchentracht
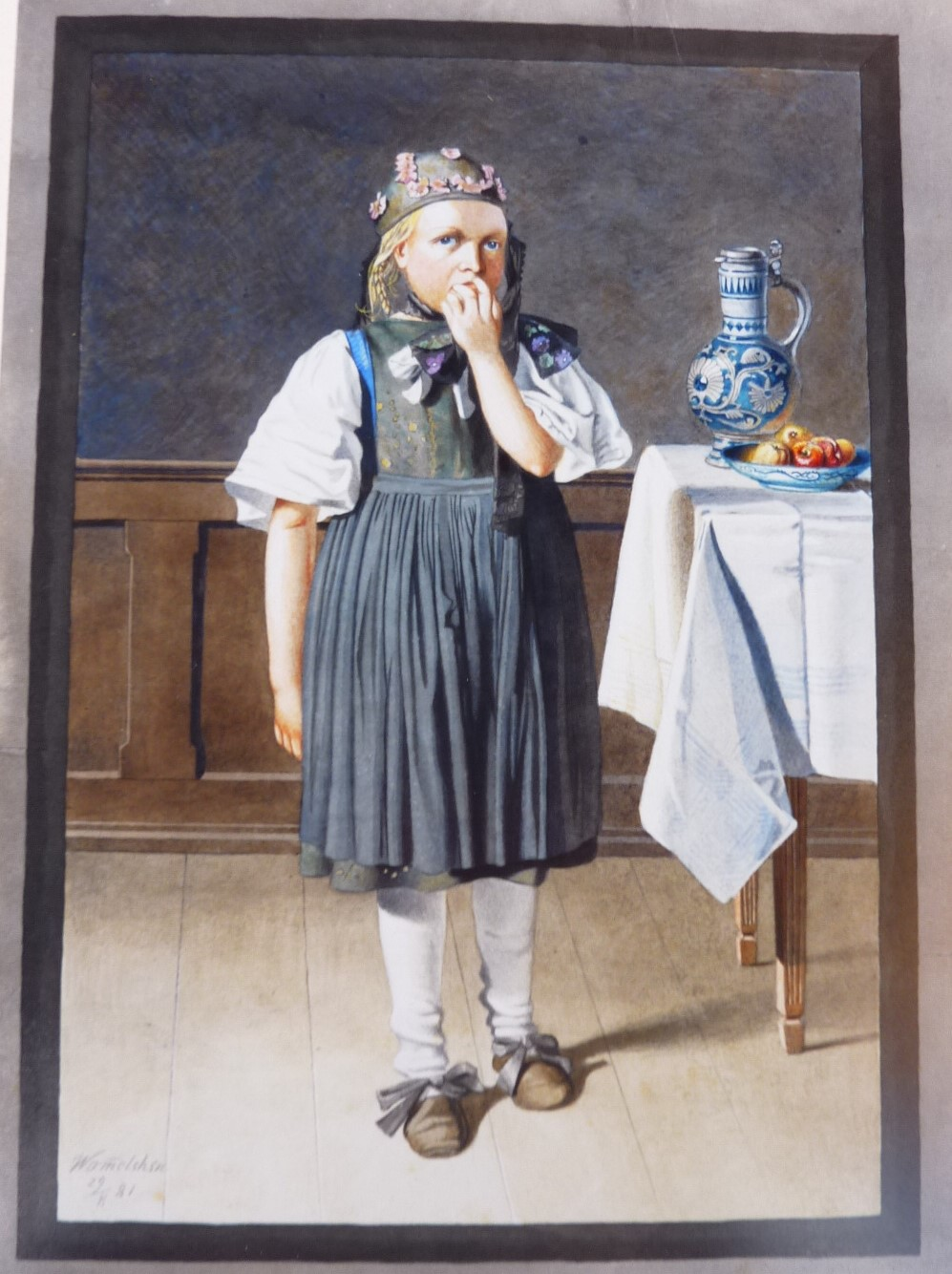
Wommelshausen, Jungmädchentracht
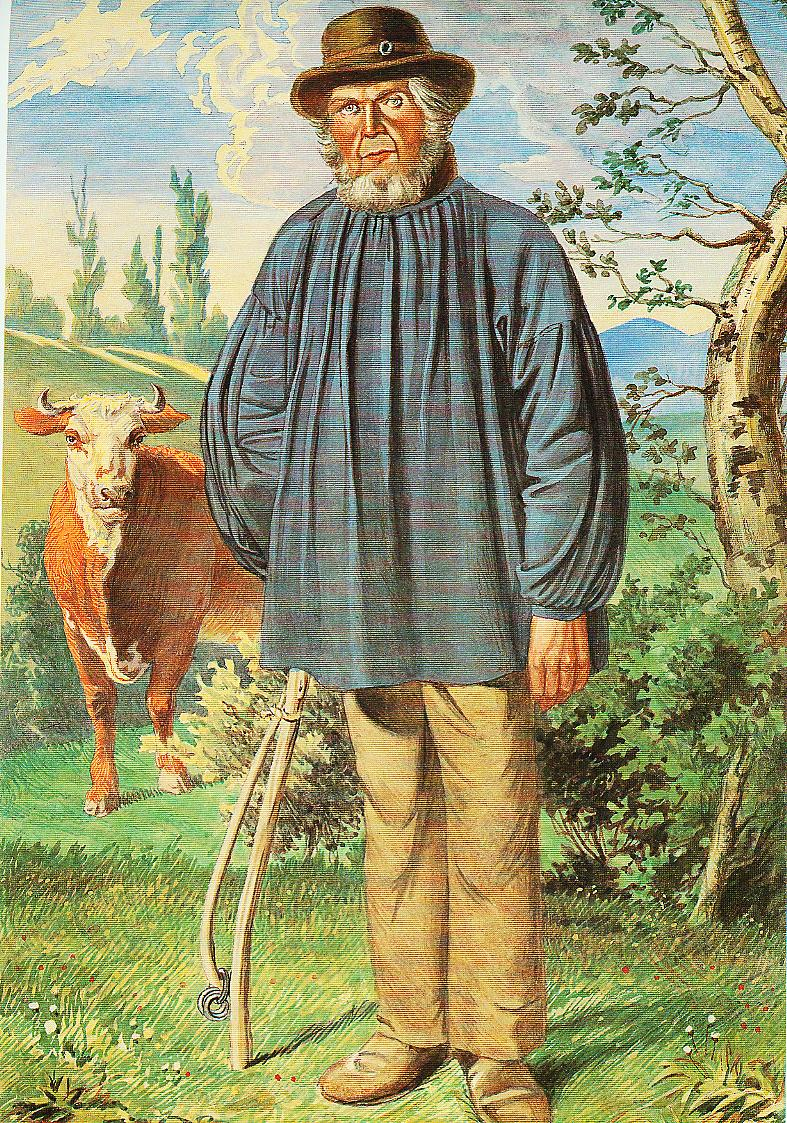
Wommelshausen, Kuhhirte in Arbeitstracht mit „Ringelstecken“ (siehe hierzu Hülshof), im Hintergrund eine Simmentaler Fleckvieh Kuh

## Infrastruktur

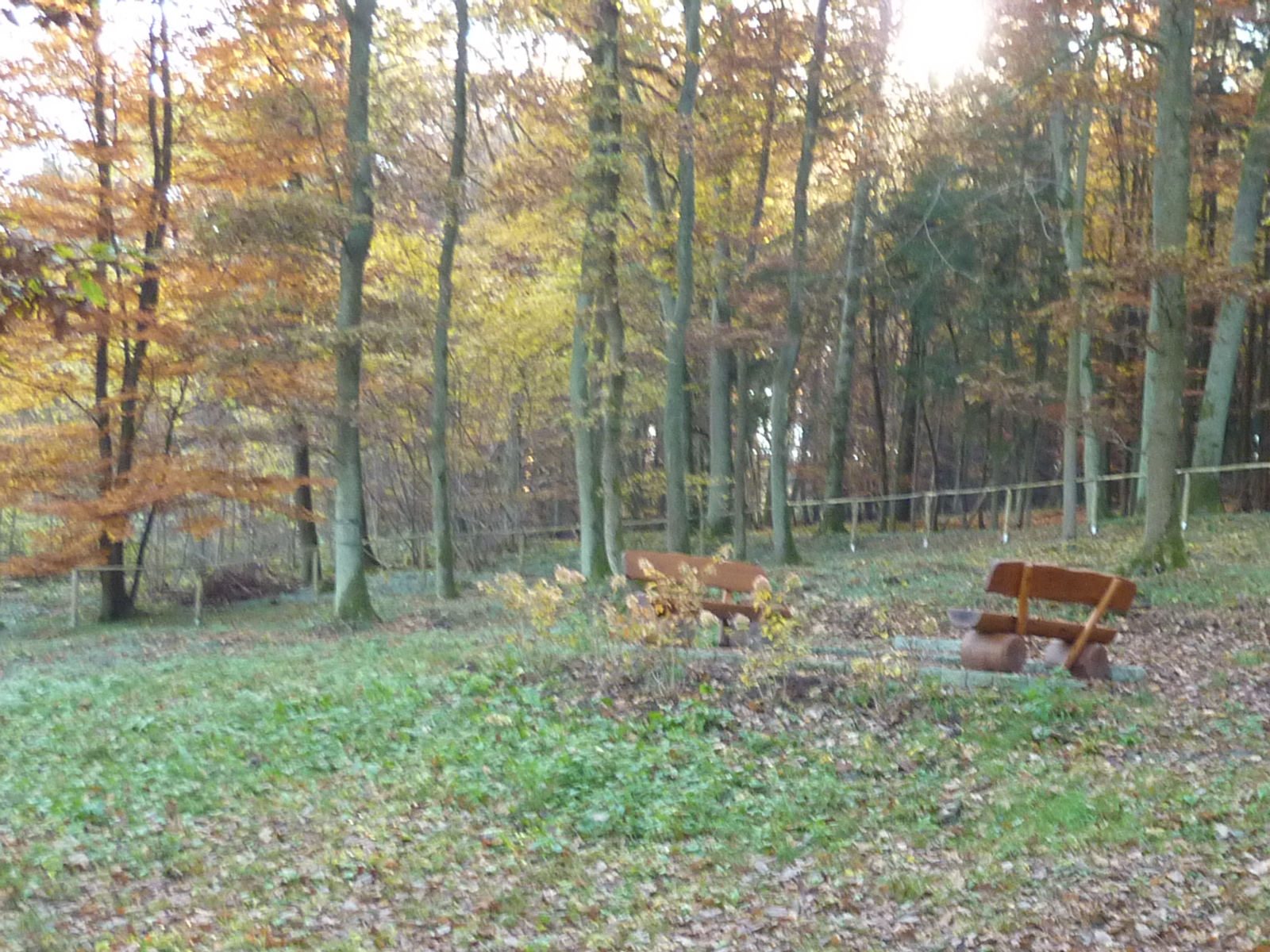
Waldfriedhof / Bestattungswald

- Waldfriedhof/Bestattungswald, gegenüber dem Gefallenenehrenmal auf dem alten Friedhof
- Kindergarten im Dorfgemeinschaftshaus der umgebauten ehemaligen neuen Schule

## Persönlichkeiten
- Albrecht Jockenhövel (* 1943), Professor em. Prähistoriker, Universität Münster